# Буковина (футбольный клуб)
«Букови́на» (укр. «Буковина») — украинский футбольный клуб из города Черновцы. Основан в 1958 году под названием «Авангард». В советские времена команда дважды (в 1982 и 1988) становилась чемпионом УССР и трижды (в 1968, 1980 и 1989) серебряным призёром. Трижды доходили до четвертьфинала кубка УССР. В 1990 году становилась победителем Второй лиги СССР. Однако наивысшим достижением клуба в чемпионатах Советского Союза является 5-е место в Первой лиге СССР. Во времена независимой Украины команда становилась серебряным призёром Первой лиги Украины в 1996 году, и дважды победителем Второй лиги Украины в 2000 и 2010 годах. В 1992 году команда заняла 6-е место в Высшей лиге, которое по праву считается лучшим результатом в первенстве Украины. Однако самым большим достижением клуба является выход в полуфинал Кубка Украины в сезоне 2024/25.

## История[1]

### История названий
- 1958—1965: «Авангард»
- с 1965: «Буковина»

### История клуба[2]
Cм. также: «Буревестник» (Черновцы)

#### Период СССР[3]
В 1958 году в Черновцах была создана футбольная команда «Авангард». В том же году команда дебютировала в чемпионате Украины, и набрав 22 очка, оказалась на втором месте в 5-й зоне. В 1959 году «Авангард» набрал одинаковое количество очков с командами Луцка и Мукачево, но по разнице мячей оказался третьим.

##### 1960-е годы: Первый триумф
1960 год стал дебютным для черновицкой команды в классе «Б» (первая зона УССР) чемпионата СССР. По результатам сезона буковинцы заняли 8 место. Следующие годы «Авангард» провёл среди середняков турнирной таблицы в одной из зон УССР, а в стыковых матчах за финальные места сыграл следующим образом: 1961 — 18, 1962 — 29, 1963 — 29, 1964 — 28.
В 1965 году команда сменила название на «Буковина» и заняла 7 место в классе «Б» второй зоны УССР. В стыковых играх за 19 — 24 места черновчане оказались на 20 строчке.
В сезоне 1966 буковинцы заняли 10 место во второй украинской зоне. В стыковых играх за 19 — 20 места переиграли житомирское «Полесье» — 3:2, 1:1. В следующем сезоне черновчане финишировали на 14 месте.

Состав «Буковины», за год до первого триумфа в классе «Б»

Самым удачный сезон в классе «Б» черновицкая «Буковина» провела в 1968 году. Команда под управлением Виктора Лебедева сумела занять вторую строчку турнирной таблицы. В течение сезона 1968 года на первых позициях находились команды «Буковина» и «Авангард» из Тернополя. В результате на первой строчке оказались представители Тернополя — 66 очков, а на втором — «Буковина» — 60. Финальный турнир за 1—8 места проходил в Черновцах и Тернополе. На решающем этапе соперничали по четыре лучшие команды из двух украинских зон. Черновицкие и тернопольские футболисты набрали по 11 очков. Дополнительный матч за звание чемпиона Украины состоялся в Тернополе. Победила команда «Авангард» — 2:0. Чемпионское звание завоевали игроки из Тернополя, а буковинцы оказались на втором месте.
В сезоне 1969 «Буковина» впервые выступала во второй группе класса «А», где заняла 9 место. В следующем сезоне подопечные Михаила Михалини также выступили неплохо — 8 место.

##### 1970-е годы: Перезагрузка
В 1971 году вторую группу реорганизовали во вторую лигу. «Буковина» под руководством мастера спорта Анатолия Сучкова заняла лишь 16 место. Лучшим бомбардиром команды стал Виктор Росс — 13 голов. В сезоне-72 черновчане выступили ещё хуже — 21 место среди 24 команд. После чемпионата-71 «Буковину» оставили Петр Кобичик (перешёл в Ивано-франковский «Спартак») и Александр Павленко, который завершил карьеру игрока. В июне 1972 года он стал старшим тренером черновчан. В 1972 году свой путь в большой футбол начали Александр Бойко и Владимир Туховский. Первый долгое время защищал цвета киевского «Динамо», а второй — симферопольской «Таврии». Лучшим бомбардиром «Буковины» в сезоне стал Владимир Мельник — 11 голов.

Владимир Воронюк — Один из лучших бомбардиров в истории клуба.

После неудачного сезона «Буковину» оставили Чоба Кахлик, Александр Бойко, Валерий Колбасюк, Леон Гросс. Чемпионат 1973 года черновчане начали неудачно и в Черновцы работать старшим тренером приехал бывший игрок киевского «Динамо», мастер спорта международного класса Фёдор Медведь. «Буковина» завершила сезон на 14 месте. А лучшим бомбардиром стал опытный Владимир Воронюк — 14 голов.
Во время сезона-74 завершил выступления в «Буковине» Валерий Семёнов. Зато в черновицкую команду пришли воспитанник закарпатского футбола Иван Качур, Юрий Лепестов («Таврия», Симферополь), а также обладатель Кубка СССР 1969 года в составе львовских «Карпат» Янош Габовда. Впервые появился в «Буковине» известный вратарь Владимир Никитин. В первых турах черновчане набрали лишь два очка. Впоследствии покинул команду старший тренер Федор Медведь. Его место занял Анатолий Молотай. Коллектив с последнего места сумел подняться на 14 место. Лучшее из нападавших сыграл Янош Габовда — 14 мячей. Также удачно действовал Владимир Воронюк, который забил 10 мячей. Неплохо проявили себя Иван Качур, Юрий Лепестов.
Сезон-75 черновицкая команда начала с несколькими новыми игроками. В частности, в «Буковину» вернулся Петр Кобичик. Также в коллективе появились молодые игроки Сергей Шмундяк, Виктор Максимчук и Владимир Смеречанський. Шмундяк стал одним из лучших бомбардиров в истории «Буковины». На протяжении всего первого круга подопечные Анатолия молотая находились среди лидеров, но удержаться в лидирующей группе буковинцам не удалось — они завершили чемпионат на десятой строчке. Лучшим бомбардиром стал защитник Иван Качур — 7 голов. На один результативный удар меньше было на счету Яноша Габовды.
В чемпионате-76 свою первую победу «Буковина» смогла одержать лишь в двенадцатом туре. На Буковину приехал экс-капитан киевского «Динамо», заслуженный тренер Украины Абрам Лерман. Началось омоложение состава команды. В 1976 году первые матчи в «Буковине» сыграли воспитанник киевского футбола Валерий Богословский и Иван Гакман. Команда завершила сезон лишь на 14 строчке. Удачно на протяжении чемпионата действовал Владимир Мельник, который стал лучшим бомбардиром команды — 10 голов. Неплохо себя проявили Анатолий Рабич, Габор Качур, Сергей Шмундяк, Тарас Самуляк.
Серьезные изменения произошли в «Буковине» накануне сезона-77. Состав одесского «Черноморца» пополнили Иван Гакман и Габор Качур. Сергей Шмундяк стал игроком львовского СКА. Черновицкую команду пополнили Игорь Заводчиков, Сергей Пасечник, Геннадий Дегтярев, Владимир Сакалов, Евгений Михалюк и Роман Угренчук. После девятого тура буковинцы находились на 21 месте. Однако, впоследствии черновчане улучшив свою игру, завершили сезон на 9 строчке. На ведущих ролях в «Буковине» находились Валерий Богуславский, Виктор Максимчук, Геннадий Дегтярев, Евгений Михайлюк, Владимир Сакалов. Дебютанта «Буковины» Романа Угренчука включили в список 22 лучших футболистов второй лиги.
В чемпионате—1978 черновчане заняли 5 место. До третьей ступени, которую занял киевский СКА, подопечным Абрама Лермана не хватило всего 3 очков. Хорошо действовали в защитной звене голкиперы Владимир Никитин и Александр Пронин, а также Анатолий Рабич, Владимир Смеречанський, Петр Кобичик, Роман Угренчук и дебютант команды Игорь Калита. В 44 матчах команда пропустила 25 мячей. Меньше пропустил только победитель соревнований — харьковский «Металлист» (20). Из игроков других звеньев можно отметить полузащитника Виктора Максимчука, нападающих Владимира Сакалова, Евгения Михалюка и Юрия Самошкина, который пришёл в «Буковину» из луцкого «Торпедо». Владимир Сакалов стал лучшим бомбардиром второй лиги (2 зона) — 19 мячей. Сезон-78 стал последним для ветеранов «Буковины» Александра Пронина, Петра Кобичик и Виктора Росса.

«Буковина» — вице-чемпион УССР по футболу 1980 года

В чемпионате-79 черновчане также заняли 5 место. Как и в прошлом году, для того чтобы занять призовое место, «Буковине» не хватило трёх очков. В 1979 году умер старший тренер черновицкой команды Абрам Лерман. Тренером стал 42-летний львовский специалист Борис Рассихин, который в 1960-х годах выигрывал Кубок СССР в составе донецкого «Шахтера». В 1979 году неплохо сыграли дебютанты «Буковины» Виктор Хлус, Юрий Ковба, Александр Мороз. Также хорошо проявил себя Сергей Шмундяк, который вернулся из львовского СКА. Именно Сергей и Виктор Хлус стали лучшими по результативности — 12 мячей. После сезона-79 Виктор перешёл в киевское «Динамо». Приглашали в прославленную команду и Шмундяка. Перейти в «Динамо» Сергей не рискнул. В чемпионате-79 в составе буковинцев впервые сыграл тогда ещё 17-летний Юрий Гий. В будущем этот футболист станет одним из символов «Буковины».

##### 1980-е годы: Эра побед
Следующего успеха команда из Черновцов достигла в 1980 году. Подопечные Бориса Рассихина заняли 2-е место в первенстве, уступив лишь киевскому СКА. После завершения сезона-81 черновчане остались без нескольких игроков. Донецкий «Шахтер» пригласил вратаря Владимира Никитина, Юрий Ковба стал игроком винницкой «Нивы». Зато вернулся из одесского «Черноморца» Валерий Богуславский, появился в черновицкой команде воспитанник буковинского футбола, нападающий Виктор Олейник («Фрунзенец», Сумы). В воротах «Буковины» Никитина заменил 17-летний голкипер Геннадий Савко.

Сергей Шмундяк — Один из лучших бомбардиров в истории клуба.

1982 год принёс «Буковине» золото. После первого круга черновчане занимали вторую строчку — 32 очка, лидировал павлоградский «Колос». Во втором круге черновчане переиграли «Колос» со счётом 3:0. Три мяча в ворота соперника забил Виктор Олейник. Вскоре подопечные Александра Павленка завоевали чемпионское звание. К этому званию черновицкая команда добавила «Рубиновый кубок» за наибольшее количество забитых голов — 71. В турнире за выход в первую союзную лигу черновчане выступили неудачно. «Буковина» уступила в двух поединках белорусской команде «Днепр» (Могилёв) — 1:2, 1:2 и поделила очки с самаркандским «Динамо» — 3:2, 0:4.
В сезоне-83 стабильной игры подопечные Александра Павленко не продемонстрировали и первый круг завершили на 10 строчке. По итогам чемпионата буковинцы заняли 6 место. Лучшим бомбардиром команды стал Виктор Олейник — 23 гола. Неплохо проявили новички «Буковины» — Юрий Шелепницкий и Дмитрий Белоус. Свой первый гол за «Буковину» забил Виктор Мглинец. Также дебютировал в черновицкой команде Валерий Королянчук.
Перед стартом чемпионата-84 «Буковине» почти удалось сохранить состав. Завершил выступления в черновицком клубе защитник Валерий Богуславский, который стал тренером «Буковины». Оставил Черновцы Тиберий Карпонай. Зато в «Буковине» дебютировали Василий Задорожняк, Сергей Темеривский, Николай Гафийчук, Дмитрий Гордей. Последний хотя и является уроженцем Буковины, но выступал в коллективах других городов (полтавский «Колос», киевский СКА). Появился на поле в составе «Буковины» и экс-игрок киевского «Динамо» Александр Бойко, однако оставил «Буковину» в разгар сезона. Также не доиграл сезон в «Буковине» Дмитрий Белоус, который перешёл в запорожский «Металлург». Черновчане снова выступили ниже своих возможностей и завершили чемпионат на 14 месте. Второй год подряд лучшим бомбардиром «Буковины» стал Виктор Олейник — 12 голов. Семь голов забил Дмитрий Гордей. По пять результативных ударов на счету Сергея Шмундяка и Валерия Сарафинчан. Роман Угренчук и Юрий Гий вместе с Дмитрием Билоусом попали в список 22 лучших игроков Украины.
Сезон-85 черновицкой «Буковине» пришлось начинать без своего лучшего бомбардира Виктора Олейника, который перешёл в запорожский «Металлург». Зато вернулись в Черновцы Виктор Максимчук («Днепр», Могилев) и Виктор Мглинец («Подолье», Хмельницкий). Дебютировали в «Буковине» воспитанник киевского футбола Дмитрий Мазур и Дмитрий Бидулька. В разгар сезона покинул черновицкий клуб Василий Задорожняк. Чемпионат «Буковина» завершила на 9 строчке. Виктор Мглинец стал лучшим бомбардиром команды (20 голов). Четырнадцать голов забил Сергей Шмундяк, семь — Дмитрий Гордей и Виктор Максимчук. Неплохой сезон провёл Юрий Гий, который начал выступать в защитной звене.

«Буковина» — чемпион УССР по футболу 1988 года

Перед началом сезона-86 вместо Александра Павленко старшим тренером «Буковины» снова стал Борис Рассихин. В команде произошли серьёзные изменения. Ощутимым потерей стал переход Виктора Мглинца в запорожский «Металлург». Также покинули «Буковину» Василий Мудро, Дмитрий Гордей, Николай Гафийчук, Олег Черноус. Уже во время чемпионата с «Буковиной» попрощался Сергей Шмундяк. Борис Розсихин пригласил в Черновцы Михаила Савву, Владимира Рубцова, мастера спорта Григория Батича. Дебютировал в «Буковине» Борис Финкель. В разгар сезона в Черновцах появился Олег Бурчак. В очередной раз команда сыграла ниже своих возможностей. В частности, неудачно буковинцы играли в нападении. Лучший бомбардир «Буковины» Григорий Батич забил лишь 9 мячей. На гол меньше забил Владимир Рубцов. В итоге команда завершила чемпионат на 15 строчке.
После чего Рассихин оставил Черновцы, и старшим тренером стал Ефим Школьников, под руководством которого команда заняла 4 место.
Перед сезоном 1988 перед «Буковиной» стояла задача добыть чемпионское звание и побороться за выход в первую лигу. Выступления в чемпионате буковинцы начали не очень удачно. Команда тренера Ефима Школьникова потеряла очки на своём поле в матчах с павлоградским «Шахтёром» (1:2), полтавской «Ворсклою» (1:1), уступила на выезде черкасскому «Днепру» (0:1). Первый круг буковинцы завершили на третьей позиции. Во втором круге «Буковина» сумела обойти одесский СКА, а потом выдержать конкуренцию со стороны полтавской «Ворсклы». Так после шестилетнего перерыва «Буковина» вновь победила во второй лиге.
Для выхода в первую лигу «Буковине» вновь предстояло сыграть в переходном турнире. В этот раз соперниками черновчан были воронежский «Факел» и «Уралмаш» из Свердловска. В домашних встречах команда добыла две победы с одинаковым счётом 2:1. На выезде «Буковина» победила «Уралмаш» со счётом 2:0. Судьба путёвки в первую лигу решалась в матче «Факел» — «Буковина». Этот поединок выиграл «Факел» — 2:0. «Буковина» снова не смогла повыситься в классе.
В сезоне 1989 «Буковина» стала второй, уступив луцкой «Волыни». В том же сезоне автобус черновицкой команды попал в аварию. Заслуженный тренер УССР Ефим Школьников пострадал больше всех и требовал длительного лечения. Команда не смогла снова завоевать чемпионское звание.

##### 1990-е годы: Долгожданное повышение
В сезоне 1990 команда вернулась на первое место. Перед стартом сезона произошла реорганизация чемпионата СССР. Были созданы три промежуточные «буферные» зоны между первой и второй лигами. Победители этих зон получали возможность получить путёвку в первую лигу без переходных игр, что «Буковина» и сделала.

«Буковина» — победители Второй лиги СССР (зона «Запад») 1990 года

Последний советский чемпионат «Буковина» провела в первой лиге, заняв 5-е место. Для того, чтобы дебют в первой лиге оказался удачным, Ефиму Школьникову и его помощникам необходимо было усилить состав команды. В частности, в Черновцы вернулись Юрий Гий, Виктор Олейник («Карпаты», Львов), Юрий Махиня («Хемлон», Словакия), Валерий Королянчук («Черноморец» Одесса). Также стали игроками «Буковины» лидеры команды «Галичина» (Дрогобыч) Александр Войтюк и Василий Бондарчук. Александр Кисляков приехал из «Динамо» Ленинград. Конкуренцию среди вратарей усилил приход Игоря Крапивкина («Черноморец», Одесса). Появились нападающие Виктор Рудой («Десна», Чернигов) и Евгений Крячик («Амур» Комсомольск-на-Амуре). Оставили «Буковину» Андрей Гузиенко (ФК «Бечей», Югославия), Олег Бурчак, Иван Руснак (оба — «Лада» Черновцы), Владимир Козел, Борис Финкель (оба — «Галичина» Дрогобыч), Сергей Шелест («Пахтакор» Ташкент).

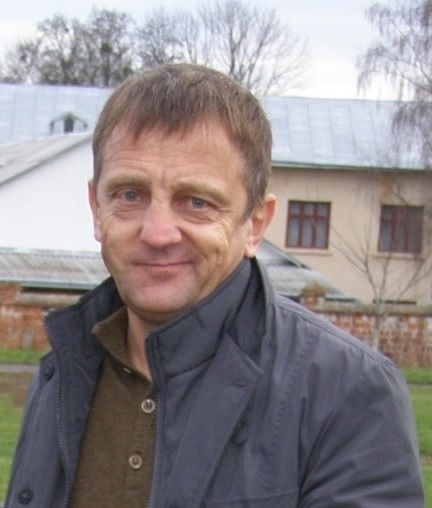
Виктор Мглинец — Один из лучших бомбардиров в истории клуба.

Соперником «Буковины» в стартовом матче стал «Шинник» (Ярославль) (3:0). В первом круге черновчане сумели переиграть «Геолог», «Уралмаш», «Кайрат», «Таврию», а также одного из лидеров соревнований — команду «Тилигул» (Тирасполь). Также буковинцы сыграли вничью с волгоградским «Ротором» (1:1), где выступали такие сильные игроки, как Юрий Калитвинцев, Игорь Ледяхов, Владимир Геращенко, Юрий Гудименко. Первый круг «Буковина» завершила на 4 месте. Во второй половине чемпионата черновчане проиграли много поединков на полях соперников, хотя в родных стенах очков почти не теряли и в итоге завершили последний чемпионат СССР на 5 строчке. Существенный вклад в удачное выступление «Буковины» сделали Виктор Мглинец (опять стал лучшим бомбардиром команды — 11 мячей), Валерий Алистаров, Валерий Королянчук, Валерий Сарафинчан, Юрий Гий, Василий Бондарчук, Александр Войтюк, Виктор Будник, Василий Задорожняк.

#### Украинский период[4]

##### 1992—1994: Новый путь и первые трудности
Первый официальный матч «Буковина» провела 10 февраля 1992 года, сыграв с хмельницким «Подольем» в рамках 1/32 финала кубка Украины, в котором в серии послематчевых пенальти одержала победу. Этот матч вошёл в историю, как первый официальный футбольный матч в истории независимой Украины.

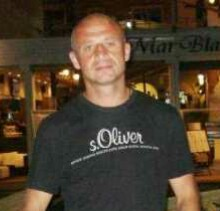
Борис Финкель — Лучший бомбардир клуба в Высшей лиге Украины.

В первом чемпионате Украины «Буковина» стартовала в группе «Б» Высшей лиги. В течение девяти туров буковинцы шли без поражений. Команда сумела обыграть днепропетровский «Днепр», тернопольскую «Ниву», луцкую «Волынь», сыграть вничью с киевским «Динамо». В результате «Буковина» оказалась в своей подгруппе на 6-м месте.
Первую половину следующего чемпионата с семью победами в активе и всего четырьмя поражениями (15 туров), команда завершила на четвертом месте. Впереди были лишь «Днепр» (на 4 очка), «Шахтер» (на 3) и «Динамо» (на 2), такими темпами и в борьбу за еврокубки можно было бы ввязаться.
Однако в зимнее межсезонье финансирование клубу урезали и один за одним стали покидать ключевые игроки, что привело к стремительному снижению и разгромным поражениям — 12 место по итогам сезона. А в сезоне 1993/94 команда и вовсе вылетела из Высшей лиги, заняв предпоследнее место.

##### 1994—1998: Вылет и шанс на возвращение

«Буковина» — серебряный призер Первой лиги Украины 1995/96

В Первой лиге продолжилось падение. Ни возвращение в команду Ефима Школьникова, ни усиление опытными игроками других команд не принесли «Буковине» достаточно побед. Итог — 15-е место.
В сезоне 1995/96 перед командой стояло задание добыть путёвку в высшую лигу. «Буковина» получила неплохое пополнение состава и по итогам сезона стала второй. По регламенту того сезона лишь первая команда повышалась в классе. Этой командой стала полтавская «Ворскла». «Буковину» вновь покинули ключевые игроки.
Сезон 1996/97, команда завершила на 9 месте. В сезоне 1997/98 «Буковина» боролась за выживание, но в переходном турнире сохранила прописку в Первой лиге.

##### 1998—2010: Чёрная полоса и возрождение
В сезоне 1998/99 черновицкая команда понизилась в классе. «Буковине» удалось за один сезон завоевать золотые медали Второй лиги и вернуться в Первую. В сезоне 2000/01 команда заняла последнее место в Первой лиге.
Первенство второй лиги сезона 2001/02 «Буковина» завершила на 7-м месте. В следующих сезонах во второй лиге «Буковина» выступала так: 2002/2003 — 13 из 15, 2003/2004 — 12 из 16, 2004/2005 — 6 из 15, 2005/2006 — 6 из 15, 2006/2007 — 10 из 15, 2007/2008 — 4, 2008/2009 — 9.
Перед сезоном 2009/2010 Буковину выкупили бизнесмены из Харькова. В сезоне 2009/2010 команду возглавил Вадим Заяц и после 9-летнего перерыва «Буковина» завоевала место в Первой лиге, уверенно заняв первое место в Второй лиги Украины.

##### 2010—2015: Взлёт и падение

«Буковина» — занявшая 4-е место Первой лиги Украины 2012/13

В сезоне 2010/11 «Буковина» заняла 7 место.
В сезоне 2011/12 заняла 6 место, также клуб начал получать финансовую поддержку от Дмитрия Фирташа. По завершении сезона команда получила от Игоря Коломойского крупнейшие в своей истории премиальные (1 млн долларов) за матч последнего тура против ФК «Севастополь», в котором буковинская команда не позволила гостям из Крыма себя обыграть, этим же перечеркнула их выход в УПЛ.
В сезоне 2012/13 «Буковина» заняла 4 место. Ввиду того, что алчевская «Сталь» осталась в Первой лиге, а следующая за ней «Александрия» отказалась повышаться в классе, в сезоне 2013/14 «Буковина» подала заявку на выступление в Премьер-лиге. Однако, в связи с отсутствием необходимой инфраструктуры заявка была отклонена ФФУ.
После отказа ФФУ бизнесмены из Харькова и люди из окружения Дмитрия Фирташа перестали финансировать «Буковину», и в сезоне 2013/14 клуб начал испытывать финансовые проблемы, в связи с этим команду покинули ряд ведущих игроков и главный тренер команды. Новым главным тренером стал Юрий Гий.
С началом нового 2014/2015 сезона в клубе наступили тяжёлые времена. Но с приходом нового президента Сергея Гринюка ситуация в клубе стабилизировалась, и главной задачей стало сохранение прописки в первой лиге. Команда заняла последнее место. Гий покинул команду, обязанности главного тренера выполнял Александр Гуменюк.

##### 2015—2017: Туда и обратно
Чемпионат Украины сезона 2015/16 команда начала во второй лиге, а новым главным тренером стал Виктор Мглинец. Под руководством нового главного тренера и президента клуба команду пополнили новые футболисты, клуб получил новых спонсоров («Grico» и «Obnova Euroshop»), а бюджет клуба составлял 5 млн грн. На межсезонье команда отправилась на 4 месте, отставая на 8 очков от первого места и на 4 очка от второго. Клуб провёл большую ротацию в составе команды. В сезоне 2015/16 команда единственная не потерпела ни одного домашнего поражения.
29 мая 2016 года в отставку решили подать Мглинец и его помощник Богдан Самардак. Исполняющим обязанности главного тренера был назначен экс-защитник «Буковины» Роман Шпирнов, который уже длительное время работал в клубе. Последний матч чемпионата «Буковина» провела против уже действующего чемпиона «Колоса» (Ковалёвка) (2:2) и в результате заняла четвёртое место Этот результат позволил «Буковине» выйти в первую лигу в связи с расширением состава участников, а бюджет вырос до 8 млн грн.

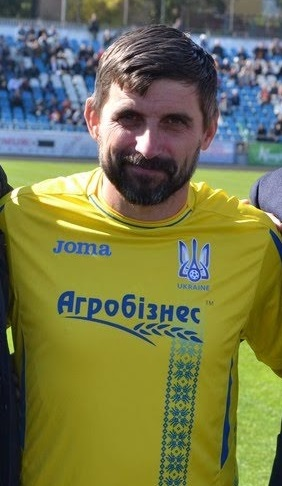
Сергей Шищенко — Главный тренер «Буковины» в первой половине сезона 2016/17.

Новым главным тренером стал бывший игрок национальной сборной Украины Сергей Шищенко. В декабре 2016 года он вместе со своим помощником (Григорий Чурилов) подал в отставку. С января 2017 года до назначения нового наставника тренировки и подготовку команды к весенней части чемпионата проводили Андрей Никитин и Роман Шпирнов. Новым главным тренером стал Олег Ратий. Также к тренерскому штабу присоединились Руслан Гунчак и Валентин Слюсар. В июне по согласию сторон сотрудничество между Ратием и командой было прекращено. Под его руководством «Буковина» сыграла 15 официальных матчей (3 победы, 5 ничьих, 7 поражений). Также должность помощника главного тренера покинул Валентин Слюсар. По итогам сезона «Буковина» заняла 16 место, что привело к вылету из первой лиги.

##### 2017—2022: Кризис и шанс для молодых специалистов
В июле 2017 года в качестве исполняющего обязанности команду возглавил Юрий Крафт, который в конце августа покинул пост по собственному желанию. Новым главным тренером команды стал Виктор Мглинец, который уже дважды занимал этот пост. Под его руководством «Буковина» до конца 2017/18 сезона сыграла 23 официальных матча (9 побед, 6 ничьих, 8 поражений) и заняла 6-е место в своей группе. Также в течение сезона команда де-факто выступала без президента клуба и титульных спонсоров, что привело к сокращению бюджета.
На зимнее межсезонье сезона 2018/19 команда отправилась на последней строчке в то же группе, имея в своём активе 12 набранных очков (3 победы, 3 ничьи и 11 поражений), в то же время клуб покинул и главный наставник. Исполняющим обязанности главного тренера был назначен Виталий Куница, а его помощником Сергей Гамаль, позже к тренерскому штабу присоединился тренер вратарей Роман Нестеренко.
В начале февраля 2019 года членом общественной организации ФСК «Буковина» президентом клуба был избран Вадим Заяц, а генеральным директором — Валерий Королянчук. 2 мая Куница подал в отставку. Команду в качестве исполняющего обязанности возглавил Роман Нестеренко, который не смог вывести «Буковину» с последнего места. Под руководством Куницы и Нестеренко команда провела по 5 официальных матчей (во главе с первым — 1 победа, 3 ничьи и 1 поражение, со вторым — 1 победа и 4 поражения).
В летнее межсезонье команду возглавил Андрей Мельничук, а в тренерский штаб вошли Степан Маковийчук, Валентин Заяц и Юрий Кисилица. Однако уже вскоре Мельничук подал в отставку, а обязанности главного наставника перешли к Маковийчуку. В итоге досрочный 2019/20 сезон команда завершила на 8 строчке. В зимнее межсезонье 2020/21 главный тренер Маковийчук оставил занимаемую должность, а команда в свою очередь под его руководством завершила первую часть сезона в середине турнирной таблицы.
В марте 2021 новым главным тренером стал 33-х летний Евгений Коваленко, а его помощником стал такой же молодой специалист Павел Таран. Также по-прежнему в тренерском штабе остались Юрий Кисилица и Валентин Заяц. Состав команды в свою очередь изменился на половину и сезон в итоге был завершён на 7 позиции. Сезон 2021/22, не доигравшего из-за полномасштабного российского вторжения в Украину команда завершила на 9 строчке в своей группе. Тренерским процессом руководил сначала Коваленко, а после его увольнения обязанности главного тренера исполнял Юрий Кисилица.

##### С 2022: Время перемен и Премьер-лиговые амбиции
Из-за форс-мажорных обстоятельств, а именно из-за полномасштабного российского вторжения в Украину: черновицкий клуб по итогам прошлого сезона,  вследствие приостановки деятельности многих клубов был автоматически повышен в классе и через пять лет спустя, 2022/23 сезон снова начал в первой украинской лиге. Тренерский штаб возглавил, работавший с командой ранее: Андрей Мельничук. В тренерский штаб тоже вошли тренеры, уже работавшие в клубе: Павел Таран и Григорий Чурилов. Состав команды по сравнению с прошлым изменился более чем на 80 %. Также клуб получил новое руководство во главе с президентом Андреем Сафроняком, воспитанником и бывшим игроком команды. Спонсорами клуба выступили ряд местных бизнесменов и меценатов во главе с мэром города Романом Кличуком. Сезон, проходивший в два этапа «Буковина» завершила на 11 позиции в общем рейтинге — первый этап оказался провальным (предпоследнее место в группе из 8), однако уже на втором этапе команда попав в группу «выбывание» уверенно сохранила место в первой лиге (3-е место в группе).

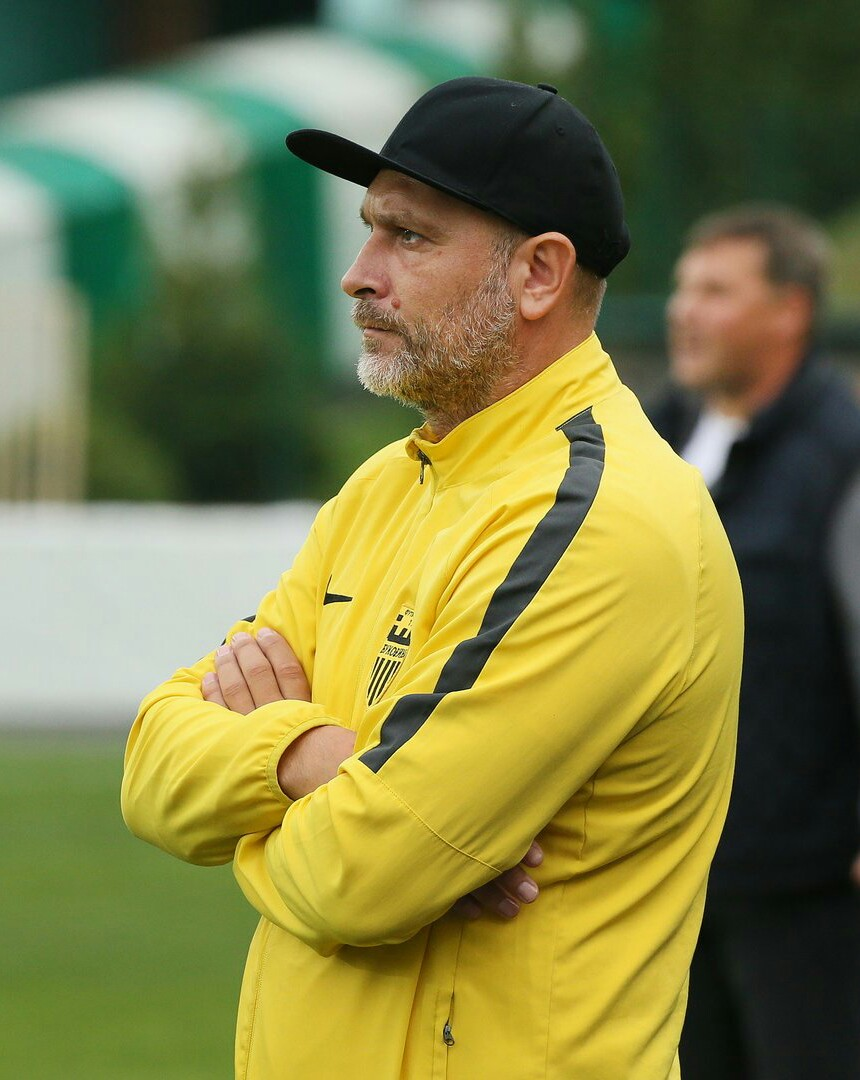
Андрей Мельничук — Главный тренер «Буковины»: 2022—2024 годов.

Следующий сезон команда провела более увереннее, однако в итоге общая позиция тоже сложилась в виде 11 места, что правда участников было больше (первый этап — 6 место в группе из 10, второй этап — 1 место (победа) в группе «выбывание»). Однако главным событием клуба в данном сезоне стал приход в начале 2024 года нового спонсора (владельца) в лице днепропетровского бизнесмена Владимира Дубинского, владельца компании «Dmart», баскетбольного и волейбольного клуба «Прометей»[укр.] и ряда других предприятий. После чего первоочередной задачей клуба стало выход команды в УПЛ по итогам следующего сезона и реконструкция действующей футбольной инфраструктуры, а также построение собственной тренировочной базы и футбольной академии. Также в конце сезона (за два тура до завершения) с должности главного тренера был уволен Андрей Мельничук и его первый ассистент Сергей Соловьёв (пришедший на эту должность несколько месяцев ранее), а обязанности главного тренера в двух заключительных матчах исполнял Григорий Чурилов (перешедший на должность спортивного директора несколько месяцев ранее), также в тренерском процессе, как и прежде, принимали участие второй ассистент Виталий Комарницкий, тренер вратарей Игорь Билан и тренер Олег Керчу.
Перед стартом 2024/25 сезона новим главным тренером клуба стал известный в прошлом игрок донецкого «Шахтера» и национальной сборной Украины: Валерий Кривенцов, а его ассистентом: Александр Коваль. Также из предыдущего тренерского штаба остался Виталий Комарницкий. Состав команды изменился более чем на 60 %, а начиная еще с зимнего межсезонья клуб начал подписывать ряд опытных исполнителей. Из потерь больше всего можно выделить, это прекращение сотрудничества с многолетним лидером команды и лучшим бомбардиром в истории черновицкой «Буковины» в украинский период Василием Палагнюком. Осенью 2024 года главный наставник Валерий Сергеевич был уволен с занимаемой должности, в результате чего в качестве исполняющего обязанности команду возглавил спортивный директор Григорий Чурилов.

## Стадион

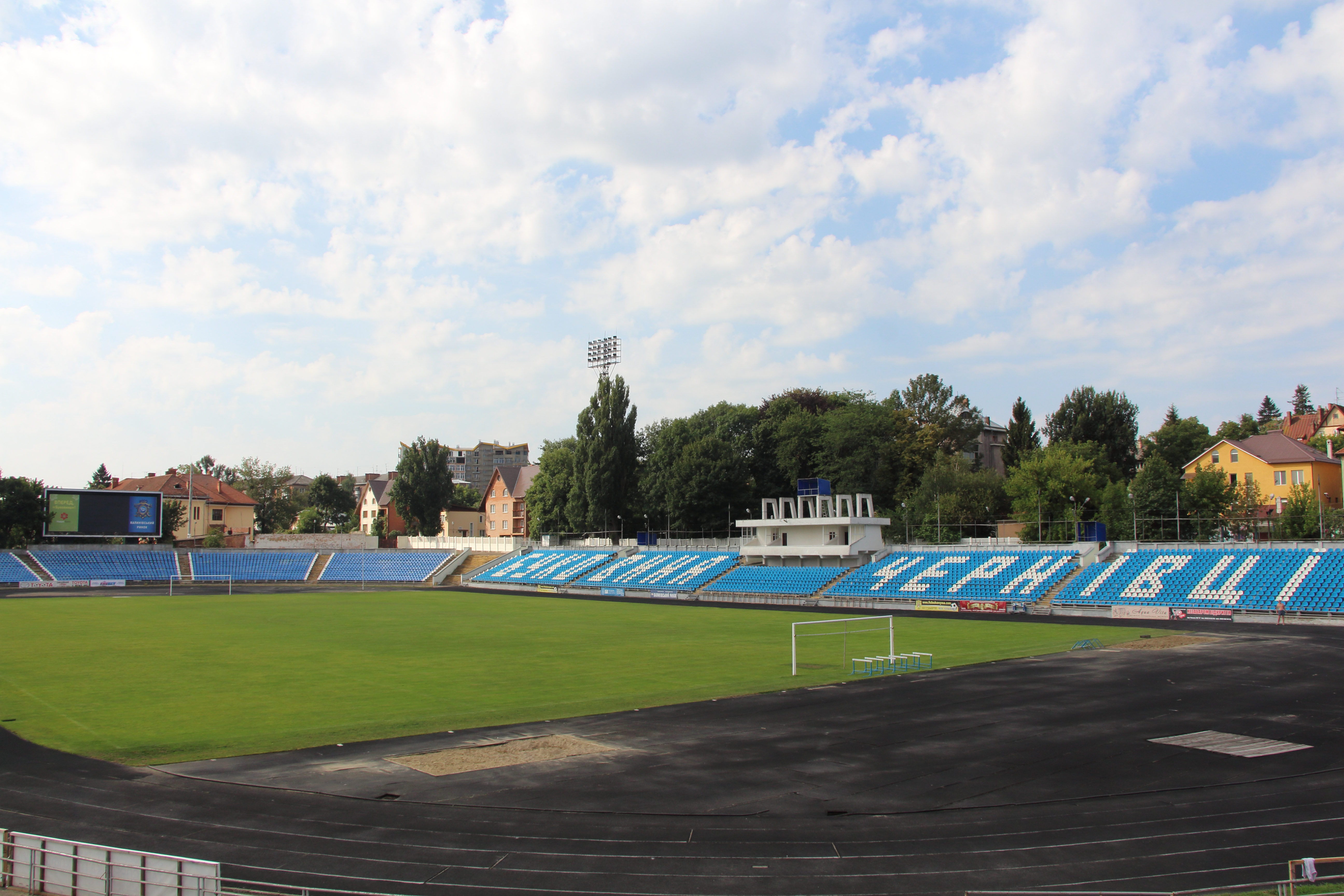
Стадион «Буковина»

Стадион был построен на базе послевоенного стадиона «Динамо», строительство начали в 1956-м, и в том же году он и заработал. В 1967-м стадион глобально реконструировали (построили практически заново), и поэтому во многих справочниках этот год обозначают как год строительства и официального открытия. В честь годовщины этого открытия, в 1968 году был проведен товарищеский матч в котором встретились местная «Буковина» и действующий чемпион СССР киевское «Динамо».
В 2000 году на стадионе были установлены индивидуальные пластиковые сидения, из-за чего вместимость сооружения уменьшилась с 17 000 до 12 000 мест. В 2015 году на стадионе провели реконструкцию табло вместо электронного 15 × 10, вмонтировали цифровое информационное, а в 2016 году частично провели реконструкцию административных и подтрибунных помещений.

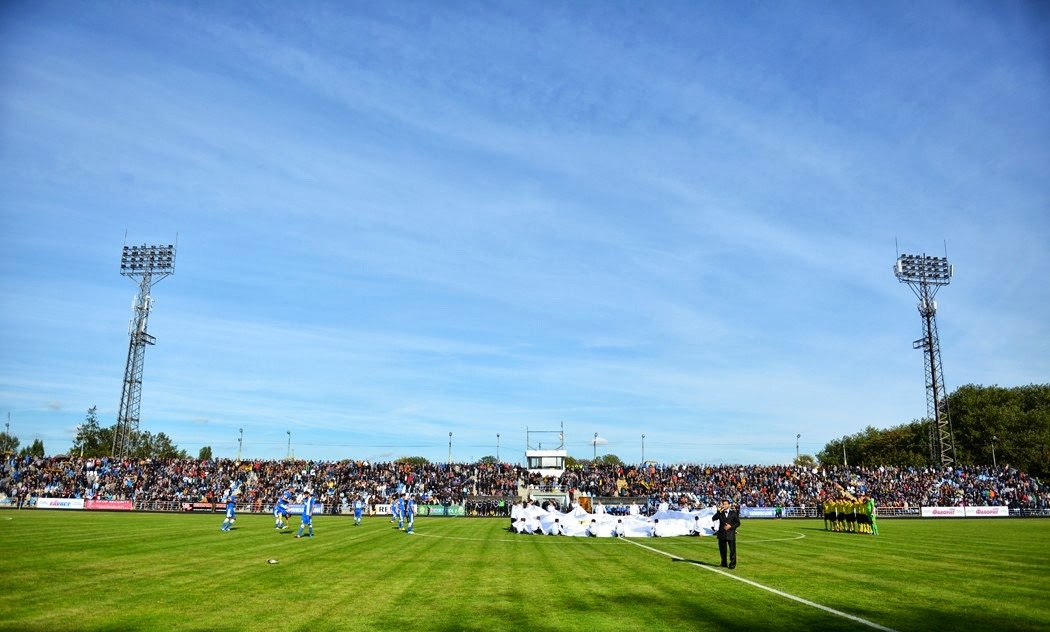
Заполненные трибуны стадиона (Восточная сторона) — матч кубка Украины против днепропетровского «Днепра» (2013 год)

В 2024 году на стадионе капитально отремонтировали центральный фасад и его подтрибунные помещения (уборные, фуд-корт, открыли фан-магазин), раздевалки, помещения для арбитров, комнаты для допинг-тестов и исправили другие косметические проблемы. Также установили новое современное табло: стоимостью 2 миллиона гривен, новый тренерский мостик (скамейка запасных), продолжается ремонт трибун. Планируется установка подогрева поля, замена освещения и обеспечение работы (процедуры использования) системы VAR.
На данный момент на стадионе проходят матчи чемпионата и кубка Украины, а также матчи ветеранского чемпионата, детско-юношеские турниры и финалы кубка Черновицкой области. 
- Резервная домашняя арена: стадион «Мальва»[укр.]
- Тренировочная база: ФОК «Олимпия»[укр.], «Хет-трик Арена»[укр.]

### Первый официальный матч
(на этом стадионе с участием команды «Авангард» / «Буковина»)

Первый официальный матч в УССР:
- Чемпионат УССР (КФК) 22 июня 1958 года: «Авангард» (Черновцы) — «Авангард[укр.]» (Коломыя) (7:0) (Этот матч считается первым в истории клуба и официальной датой основания клуба[45][46])

Первый официальный матч под эгидой ФФСССР:
- Чемпионат СССР 24 апреля 1960 года: «Авангард» (Черновцы) — «Судостроитель» (Николаев) (1:1)

Первый официальный матч под эгидой ФФУ:
- Кубок Украины 2 марта 1992 года: «Буковина» (Черновцы) — «Днепр» (Днепропетровск) (1:2)

## Призовые составы «Буковины»

### СССР

#### «Буковина» — 1968
Серебряные призёры Чемпионата УССР:

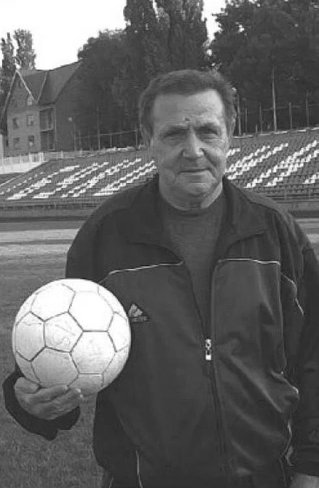
Валерий Семёнов — один из лидеров того времени.

Чоба Кахлик, Александр Пронин, Анатолий Рабич, Фёдор Чорба, Леон Гросс, Владимир Сорокин, Валерий Коханов, Иван Зубач, Александр Павленко, Валерий Тимофеев, Пётр Кобичик, Мирослав Крыж, Иосиф Бордаш, Владимир Степаненко, Владимир Воронюк, Михаил Мельник, Валерий Семенов, Иван Пынзарь, Александр Томах (старший), Сергей Горшунов.
Главный тренер и начальник команды: Виктор Лукьянович Лебедев, тренер: Анатолий Федорович Савицкий, администратор команды: Игорь Тарасулов.

#### «Буковина» — 1980
Серебряные призёры Чемпионата УССР:
Владимир Никитин, Василий Мудрей, Юрий Ковба, Виктор Барчук, Степан Крупей, Роман Угренчук, Юрий Гий, Сергей Шмундяк, Владимир Сакалов, Александр Мороз, Игорь Заводчиков, Виктор Максимчук, Александр Репутацький, Игорь Калита, Сергей Пивоваров, Иван Нагорный, Валерий Чернецкий, Олег Черноус, Валерий Богуславский, Анатолий Рабич.
Главный тренер: Борис Андреевич Рассихин, тренер: Юрий Дячук-Ставицкий, начальник / администратор команды: Михаил Арсений / Владимир Воронюк.

#### «Буковина» — 1982
Победители Чемпионата УССР:
Геннадий Савко, Василий Мудрей, Виктор Барчук, Иван Гакман, Роман Угренчук, Сергей Шмундяк, Виктор Олейник, Валерий Богуславский, Юрий Гий, Виктор Максимчук, Роман Вербовский, Игорь Заводчиков, Юрий Илюк, Валерий Чернецкий, Виктор Ряшко, Олег Черноус, Владимир Стасинець, Олег Арийчук, Виктор Пасулько.
Главный тренер: Александр Георгиевич Павленко, тренер: Иштван Шандор, начальник / администратор команды: Михаил Арсений / Владимир Воронюк.

#### «Буковина» — 1988
Победители Чемпионата УССР:

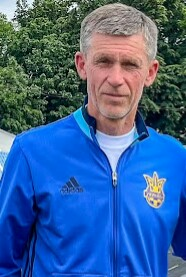
Первый капитан в истории сборной Украины: Юрий Шелепницкий — один из лидеров того времени.

Николай Чеботарь, Виталий Толмачев, Юрий Гий, Виктор Будник, Олег Бурчак, Андрей Гузиенко, Василий Задорожняк, Валерий Королянчук, Юрий Кошкин, Виктор Мглинец, Виктор Олейник, Сергей Походзило, Юрий Махиня, Валерий Сарафинчан, Юрий Шелепницкий, Юрий Черенков, Дмитрий Белоус, Владимир Рубцов, Александр Томах (младший), Камиль Мингазов, Владимир Цап.
Главный тренер: Ефим Григорьевич Школьников, тренер: Валерий Богуславский, начальник / администратор команды: Владимир Сакалов / Владимир Воронюк.

#### «Буковина» — 1989
Серебряные призёры Чемпионата УССР:

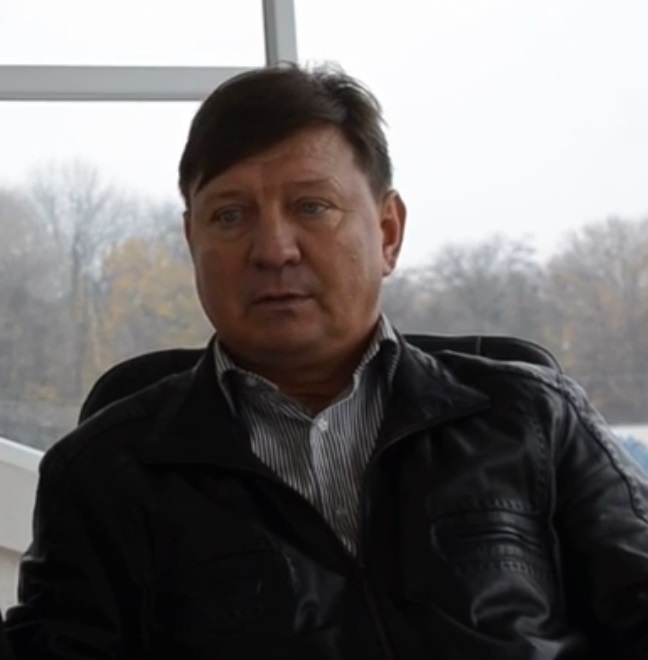
Один из лидеров того времени Валерий Королянчук — лучший бомбардир команды того сезона.

Анатолий Чистов, Виталий Толмачев, Юрий Гий, Валерий Сарафинчан, Олег Бурчак, Валерий Королянчук, Андрей Гузиенко, Виктор Мглинец, Виктор Будник, Сергей Походзило, Александр Бобарико, Юрий Махиня, Василий Задорожняк, Юрий Черенков, Виктор Олейник, Сергей Соботюк, Владимир Цап, Валерий Алистаров, Камиль Мингазов, Сергей Задорожняк, Александр Томах (младший).
Главный тренер: Ефим Григорьевич Школьников, тренер: Валерий Богуславский, начальник / администратор команды: Владимир Сакалов / Владимир Воронюк.

#### «Буковина» — 1990
Победители Второй лиги СССР (зона «Запад»):
Владимир Цыткин, Виктор Жук, Александр Сабодаш, Виктор Мглинец, Валерий Сарафинчан, Николай Литвин, Василий Задорожняк, Александр Бобарико, Валерий Королянчук, Андрей Гузиенко, Виктор Будник, Леонид Федоров, Олег Бурчак, Валерий Алистаров, Сергей Соботюк, Иван Руснак, Сергей Шелест, Владимир Цап, Владимир Коман, Юрий Черенков, Александр Иванов, Борис Финкель.
Главный тренер: Ефим Григорьевич Школьников, тренер: Валерий Богуславский, начальник / администратор команды: Ярослав Герасимович / Владимир Воронюк.

### Украина
Ниже перечислены игроки, которые были задействованы более чем в 5 матчах

#### «Буковина» — 1995/96

Один из лидеров того времени Дмитрий Белоус — легенда клуба.

Серебряные призёры Первой лиги Украины:
Павел Сиротин, Юрий Мелашенко, Георгий Бабуадзе, Виктор Мглинец, Олег Бенько, Олег Кучер, Вадим Заяц, Роман Русак, Игорь Харковщенко, Денис Филимонов, Николай Головачук, Виктор Олейник, Борис Финкель, Дмитрий Белоус, Виталий Минтенко, Игорь Сарнавский, Богдан Самардак, Юрий Жабинский, Сергей Сапронов, Теймураз Гаделия, Владимир Чолокава, Василий Задорожняк, Юрий Гий, Ярослав Заяц, Виталий Марков, Сергей Процюк, Валерий Шаповалов.
Главный тренер: Ефим Григорьевич Школьников, тренер: Валерий Александрович Богуславский.

#### «Буковина» — 1999/00
Победители Второй лиги Украины:
Павел Сиротин, Василий Раковица, Валентин Копильчук, Виктор Мглинец, Орест Швец, Сергей Гамаль, Роман Големба, Владимир Павлов, Игорь Мигалатюк, Николай Головачук, Руслан Гунчак, Эльдар Ибрагимов, Ярослав Солкан, Роман Шпирнов, Юрий Шелепницкий, Александр Дергачев, Дмитрий Белоус, Роман Зароченцев, Юрий Сулименко, Руслан Платон, Иван Федик, Александр Доскалюк, Валерий Гуцуляк, Владислав Мальцев, Виталий Исаев, Петр Голубка, Василий Шеремета, Николай Будзан.
Главный тренер: Михаил Николаевич Лахнюк (1-я ч. с.) / Юрий Владимирович Гий (2-я ч. с.), тренер: Виктор Борисович Олейник.

#### С наибольшим количеством матчей

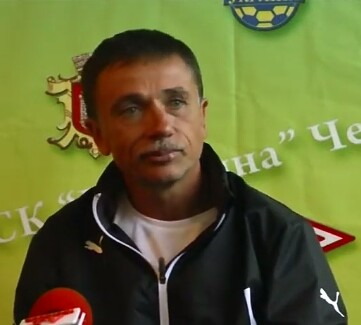
Юрий Гий — Рекордсмен черновицкой команды по количеству сыгранных поединков.

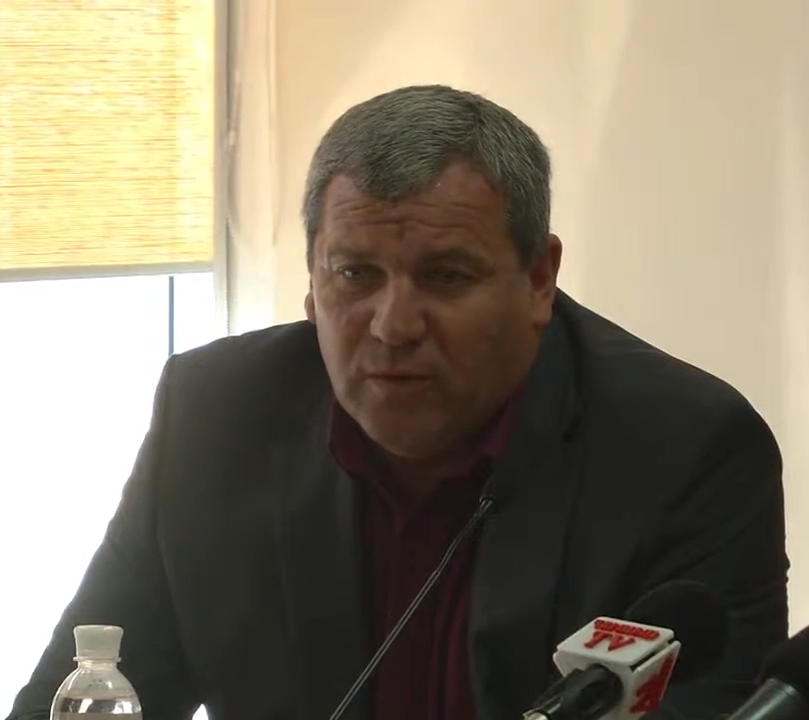
Виктор Олейник — Лучший бомбардир в истории клуба.

#### «Буковина» — 2009/10
Победители Второй лиги Украины:
Андрей Мельничук, Николай Збарах, Петр Климус, Павел Иванов, Илья Гагуха, Сергей Шевцов, Евгений Чуприна, Сергей Жижиян, Игорь Мигалатюк, Роман Емельянов, Сергей Ильин, Андрей Драголюк, Роман Дорош, Александр Донец, Сергей Дяченко, Роман Марченко, Евгений Кубай, Олег Керчу, Вадим Пислар, Владислав Коробкин, Степан Маковийчук, Роман Степанков, Александр Семенюк, Григорий Сахнюк, Александр Георгийчук, Денис Стоян.
Главный тренер: Николай Иванович Трубачёв (1-я ч. с.) / Вадим Григорьевич Заяц (2-я ч. с.), тренер: Виктор Борисович Олейник.

## Гвардейцы клуба

### Игроки-рекордсмены[47]
| #     | Игрок              | Матчей |
| ----- | ------------------ | ------ |
| 1     | Юрий Гий           | 508    |
| 2     | Роман Угренчук     | 480    |
| 3     | Анатолий Рабич     | 457    |
| 4     | Владимир Воронюк   | 441    |
| 5     | Валерий Семёнов    | 429    |
| 6     | Виктор Мглинец     | 395    |
| 7     | Виктор Олейник     | 381    |
| 8     | Дмитрий Белоус     | 375    |
| 9     | Валерий Сарафинчан | 372    |
| 10    | Юрий Шелепницкий   | 361    |
| 11    | Виктор Максимчук   | 340    |
| 12—13 | Сергей Шмундяк     | 335    |
| 12—13 | Владимир Никитин   | 335    |
| 14    | Олег Керчу         | 314    |
| 15    | Иван Гакман        | 304    |
| 16    | Игорь Заводчиков   | 288    |
| 17    | Виктор Росс        | 279    |
| 18    | Чоба Кахлик        | 270    |
| 19    | Василий Задорожняк | 262    |
| 20    | Владимир Павлов    | 254    |
| 21    | Сергей Гамаль      | 252    |
| 22    | Иван Пынзарь       | 249    |

| 23 | Валерий Богуславский | 242 |
| 24 | Роман Шпирнов        | 238 |
| 25 | Степан Маковийчук    | 237 |
| 26 | Фёдор Чорба          | 224 |
| 27 | Александр Павленко   | 220 |
| 28 | Валерий Королянчук   | 216 |
| 29 | Олег Бурчак          | 213 |
| 30 | Виктор Будник        | 205 |
| 31 | Виктор Осадчук       | 204 |
| 32 | Игорь Мигалатюк      | 202 |
| 33 | Мурат Цереков        | 201 |
| 34 | Борис Финкель        | 200 |

| # | Игрок            | Количество забитых мячей |
| - | ---------------- | ------------------------ |
| 1 | Виктор Олейник   | 142                      |
| 2 | Владимир Воронюк | 125                      |
| 3 | Виктор Мглинец   | 108                      |
| 4 | Сергей Шмундяк   | 101                      |
| 5 | Василий Палагнюк | 68                       |
| 6 | Дмитрий Белоус   | 67                       |
| 7 | Валерий Семёнов  | 62                       |
| 8 | Борис Финкель    | 58                       |

- Примечания: вероятно, что в данном списке должно находиться еще ряд игроков, статистика которых требует уточнения. Например: Александр Пронин, Пётр Кобичик, Леон Гросс.

| Больше всего игр - № 1 — Роман Угренчук (480) - № 2 — Юрий Гий (465) - № 3 — Анатолий Рабич (457) Лучший бомбардир - № 1 — Виктор Олейник и Владимир Воронюк (125) - № 2 — Сергей Шмундяк (101) - № 3 — Виктор Мглинец (78) | Больше всего игр - № 1 — Олег Керчу (314) - № 2 — Дмитрий Белоус (265) - № 3 — Владимир Павлов (254) Лучший бомбардир - № 1 — Василий Палагнюк (68) - № 2 — Борис Финкель (56) - № 3 — Дмитрий Белоус (53) |  |

## История эмблемы клуба
Футбольный клуб — это маленькое государство. Со своим президентом, бюджетом, органами управления. Как у каждого государства, у футбольного клуба есть атрибуты спортивной геральдики. Герб (Эмблема) — один из важнейших атрибутов.
На эмблеме ФК «Буковина» изображен стилизованный фрагмент Черновицкого национального университета, как символ духа Буковины. А вот герб в период с 2009 по 2020 год был создан с учётом особенностей региона — характерных черт его природы и культуры. В центре эмблемы представлен фрагмент герба областного центра города Черновцы: серебряные ворота и три золотые орехи буков на зелёном поле. Семена бука символизируют леса Буковины, урожай, изобилие и щедрость. Вокруг щита — венок из веток бука. Они объединены сине-жёлтой лентой, которая отображает цвета государственного флага Украины.
Первой эмблеме предоставили круглую основу в середине с фрагмент названия клуба в традиционных жёлто-красных цветах (форма футболистов 60-х годов) на зелёном поле, а затем эмблеме придали более современный образ в красно-белых тонах, который по внешнему виду напоминал подкову: символ счастья. После независимости Украины эмблему 80-х — 90-х годов изменили на украинский стиль, а именно добавили герб областного центра а надпись отразили в цветах государственного флага Украины. До 2020 года во всех случаях на эмблемах всегда присутствовал футбольный мяч и семена (саженец) бука.

## Болельщики

5-й сектор черновицкого стадиона «Буковина»

На стадионе «Буковина» самые преданные болельщики поддерживают клуб в 5-м секторе. У болельщиков «Буковины» есть главный девиз: «Виграєш ти, чи ні, ми з тобою — завжди!». Олицетворяющий верность и лояльность болельщиков клуба как во время побед, так и в часы неудач. Матчи в Черновцах сопровождаются перекличками между 5 сектором и чашей стадиона: «Слава Україні»! — «Героям слава»!, «Слава Нації»! — «Смерть Ворогам»!, «Україна!» — «Понад усе!». А в оформлении флагов и баннеров фанаты используют красно-чёрные флаги УПА. Среди наиболее известных и крупнейших фанатских группировок (так называемых «фирм»): «Bukovyna Ultras» — Legion Buko Supporters, Черный Град и Brave Lads.
Между командой и фанатами существуют близкие отношения, которые проявляются ярой поддержкой команды во время каждого матча независимо от текущего счета на табло. Команда, в свою очередь, непременно благодарит болельщиков после каждой игры, вне зависимости от её результата. Также за пределами поля фанаты устраивают фан-марши и различные акции в поддержку родной команды.
Фаны «жёлто-чёрных» дружат с болельщиками «Карпат» (Львов), также имеют хорошие отношения с болельщиками «Динамо» (Киев), «Днепра» (Днепропетровск) и «Нивы» (Винница). Врагами считают фанатов «Нивы» (Тернополь), «Подолье» (Хмельницкий), «Прикарпатье» (Ивано-Франковск) и ФК «Львов» (Львов). На западе Украины отмечают противостояние «Карпат» и «Волыни» как самые ожесточённые. Таким же противостояние является «Буковины» и тернопольской «Нивы». Однако с февраля 2014 года действует всеукраинское фанатское перемирие.

## Фан-магазин

Фан-магазин «Буковины»

5 октября 2012 на углу улиц Главной и О. Гузар был открыт фан-магазин ФСК «Буковина». В открытии приняли участие секретарь Черновицкого городского совета, почётный президент ФСК «Буковина» Виталий Михайлишин, игроки, персонал и представители тренерского корпуса ФСК «Буковина». Но в связи с финансовыми проблемами в августе 2014 магазин был закрыт. С 2024 года началось функционирование нового фан-магазина на территории подтрибуных помещений стадиона.

## Форма

### Экипировка
| Годы       | Производители формы |
| ---------- | ------------------- |
| 1998—2007  | Adidas              |
| 2007—2009  | Umbro               |
| 2009—2010  | Diadora             |
| 2010—2011  | Joma                |
| 2011—2013  | Adidas              |
| 2013—2014  | Puma                |
| 2014—2015  | Adidas              |
| 2015—2020  | Joma                |
| 2020—2024  | Nike                |
| 2024       | Macron              |
| 2024—н. в. | Nike                |

### Цвета и символика
| Основная | Гостевая | Основная | Гостевая | Основная | Гостевая |  |
| Основная | Гостевая | Основная | Гостевая | Основная | Гостевая |  |
| Основная | Гостевая | Основная | Гостевая | Основная | Гостевая |  |

| Желтый | Чёрный | Красный |

## Состав
| 1  | Флаг Украины | Вр  | Дмитрий Погорилый    | 2004 |  |  |  |  |  |
| 30 | Флаг Украины | Вр  | Даниил Каневцев      | 1996 |  |  |  |  |  |
| 70 | Флаг Украины | Вр  | Никита Федотов[укр.] | 2000 |  |  |  |  |  |
| 94 | Флаг Украины | Вр  | Герман Пеньков       | 1994 |  |  |  |  |  |
|    |              |     |                      |      |  |  |  |  |  |
| 2  | Флаг Украины | Защ | Даниил Карась        | 1997 |  |  |  |  |  |
| 3  | Флаг Украины | Защ | Никита Безуглый      | 1995 |  |  |  |  |  |
| 4  | Флаг Украины | Защ | Тарас Сакив          | 1997 |  |  |  |  |  |
| 14 | Флаг Украины | Защ | Дмитрий Шинкаренко   | 2000 |  |  |  |  |  |
| 15 | Флаг Украины | Защ | Василий Гакман       | 2000 |  |  |  |  |  |
| 24 | Флаг Украины | Защ | Андрей Бусько        | 1997 |  |  |  |  |  |
| 37 | Флаг Украины | Защ | Кирилл Прокопчук     | 1998 |  |  |  |  |  |
| 74 | Флаг Украины | Защ | Ян Морговский        | 1998 |  |  |  |  |  |
| 95 | Флаг Украины | Защ | Пётр Стасюк          | 1995 |  |  |  |  |  |
|    |              |     |                      |      |  |  |  |  |  |
| 8  | Флаг Украины | ПЗ  | Виталий Дахновский   | 1999 |  |  |  |  |  |

| 10 | Флаг Украины | ПЗ  | Богдан Бойчук (капитан) | 1996 |  |  |  |  |  |
| 11 | Флаг Украины | ПЗ  | Даниил Голуб            | 2003 |  |  |  |  |  |
| 12 | Флаг Украины | ПЗ  | Евгений Пидлепенец      | 1998 |  |  |  |  |  |
| 19 | Флаг Украины | ПЗ  | Арсений Килевый         | 2004 |  |  |  |  |  |
| 20 | Флаг Украины | ПЗ  | Виталий Кольцов         | 1994 |  |  |  |  |  |
| 22 | Флаг Украины | ПЗ  | Родион Плакса           | 2002 |  |  |  |  |  |
| 25 | Флаг Украины | ПЗ  | Виталий Груша           | 1994 |  |  |  |  |  |
| 27 | Флаг Украины | ПЗ  | Иван Тищенко            | 1998 |  |  |  |  |  |
| 44 | Флаг Украины | ПЗ  | Вадим Витенчук          | 1997 |  |  |  |  |  |
| 77 | Флаг Украины | ПЗ  | Юрий Глущук             | 1995 |  |  |  |  |  |
|    |              |     |                         |      |  |  |  |  |  |
| 7  | Флаг Украины | Нап | Олег Кожушко            | 1998 |  |  |  |  |  |
| 9  | Флаг Украины | Нап | Даниил Гончарук         | 2002 |  |  |  |  |  |
| 17 | Флаг Украины | Нап | Андрей Андрейчук        | 2003 |  |  |  |  |  |
| 21 | Флаг Украины | Нап | Максим Гирный           | 2001 |  |  |  |  |  |

## Трансферы. Сезон 2025/26

### Летнее межсезонье
| Ушли    |                    |                         |       |
| Позиция | Игрок              | Новый клуб              | Прим. |
| ВР      | Иван Пономаренко   | «Подолье» (Хмельницкий) | с/а   |
| Защ     | Игорь Солдат       | ФК «Лесное»             | с/а   |
| Защ     | Максим Лопырёнок   | «Черноморец» (Одесса)   | с/а   |
| Защ     | Михаил Рудавский   | —                       | с/а   |
| ПЗ      | Роман Бодня[укр.]  | «Ребел» (Киев)          | с/а   |
| ПЗ      | Владислав Хамелюк  | «Виктория» (Сумы)       | с/а   |
| ПЗ      | Александр Васильев | —                       | с/а   |

| Пришли  |                    |                    |            |
| Позиция | Игрок              | Прежний клуб       | Прим.      |
| ВР      | Герман Пеньков     | «ЛНЗ» (Черкассы)   | с/а        |
| ВР      | Никита Федотов     | «ЮКСА» (Тарасовка) | с/а        |
| Защ     | Тарас Сакив        | «Карпаты» (Львов)  | с/а        |
| Защ     | Даниил Карась      | «Оболонь» (Киев)   | с/а        |
| Защ     | Пётр Стасюк        | «ЛНЗ» (Черкассы)   | с/а        |
| Защ     | Василий Гакман     | «Верес» (Ровно)    | с/а        |
| ПЗ      | Вадим Витенчук     | «Оболонь» (Киев)   | с/а        |
| ПЗ      | Евгений Пидлепенец | «Карпаты» (Львов)  | с/а        |
| ПЗ      | Виталий Дахновский | «Верес» (Ровно)    | с/а с ком. |
| ПЗ      | Виталий Груша      | «Оболонь» (Киев)   | с/а        |

## Должности в клубе

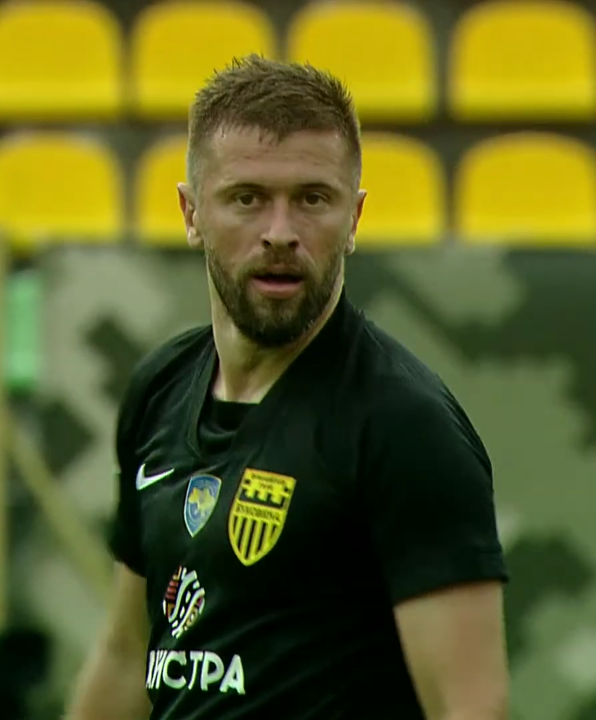
Экс-капитан «Буковины»: Игорь Чайковский

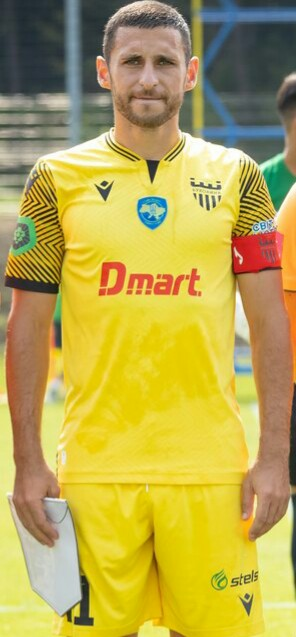
Экс-капитан «Буковины»: Максим Лопырёнок

### Руководство клуба
| Должность               | Имя                |
| ----------------------- | ------------------ |
| Председатель            | Владимир Дубинский |
| Почетный президент      | Андрей Сафроняк    |
| Исполнительный директор | Игорь Наболотний   |
| Спортивный директор     | Григорий Чурилов   |
| Директор по маркетингу  | Олег Гелка         |
| Начальник команды       | Иван Павлюк        |

### Тренерский штаб
| Должность                | Имя                 |
| ------------------------ | ------------------- |
| Главный тренер           | Сергей Шищенко      |
| Тренеры                  | Николай Гибалюк     |
| Тренеры                  | Виталий Комарницкий |
| Тренер вратарей          | Артём Кичак         |
| Тренеры по физподготовке | Алексей Коновалов   |
| Тренеры по физподготовке | Инна Десюк          |
| Тренер-аналитик          | Антон Филинский     |

### Персонал
| Должность                 | Имя                |
| ------------------------- | ------------------ |
| Администраторы            | Сергей Левенец     |
| Администраторы            | Виталий Литвинов   |
| Видеооператор-аналитик    | Владимир Владийчук |
| Шеф-скаут                 | Юрий Сагайдак      |
| Аналитик                  | Андрей Дричик      |
| Врачи                     | Александр Покотило |
| Врачи                     | Сергей Дашковский  |
| Массажисты                | Денис Мостипака    |
| Массажисты                | Денис Раскруча     |
| Массажисты                | Сергей Квасов      |
| Руководитель медиа отдела | Богдан Илюк        |
| Ведущий YouTube-канала    | Иван Сірецький     |
| Пресс-атташе              | Андрей Бабенчук    |

## Персоналии

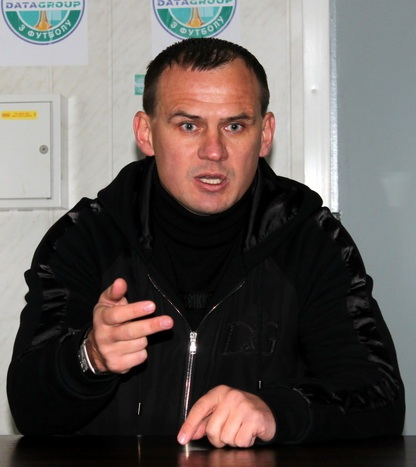
Игрок (1993—1998), Главный тренер (2010—2013), Президент (2019—2022) «Буковины»: Вадим Заяц

| Период            | Имя                                |
| ----------------- | ---------------------------------- |
| 1960              | Иосиф Давыдович Лифшиц             |
| 1961—1962         | Анатолий Фёдорович Савицкий        |
| 1962              | Фёдор Фёдорович Дашков             |
| 1963—1964         | Виталий Васильевич Соболев         |
| 1964—1966         | Михаил Борисович Корсунский        |
| 1966              | Василий Александрович Васильев     |
| 1967              | Николай Степанович Кузнецов        |
| 1967—1968         | Виктор Лукьянович Лебедев          |
| 1969—1970         | Михаил Михайлович Михалина         |
| 1971              | Анатолий Андреевич Сучков          |
| 1972              | Виктор Израилевич Каневский        |
| 1972—1973         | Александр Георгиевич Павленко      |
| 1973—1974         | Фёдор Йожефович Медвидь            |
| 1974—1976         | Анатолий Николаевич Молотай        |
| 1976—1979         | Абрам Давыдович Лерман             |
| 1979—1981         | Борис Андреевич Рассихин           |
| 1981—1985         | Александр Георгиевич Павленко      |
| 1986—1987         | Борис Андреевич Рассихин           |
| 1987—1992         | / Ефим Григорьевич Школьников      |
| 1992—1994         | Александр Георгиевич Павленко      |
| 1994              | Виктор Антонович Матвиенко         |
| 1995—1996         | Ефим Григорьевич Школьников        |
| 1996—1998         | Валерий Александрович Богуславский |
| 1998—1999         | Михаил Николаевич Лахнюк           |
| 2000—2003         | Юрий Владимирович Гий              |
| 2003—2007         | Юрий Григорьевич Шелепницкий       |
| 2007—2009         | Виктор Иванович Мглинец            |
| 2009              | Николай Иванович Трубачёв          |
| 2009—2010         | Александр Александрович Ежаков     |
| 2010—2013         | Вадим Григорьевич Заяц             |
| 2013—2015         | Юрий Владимирович Гий              |
| 2015 (и. о.)      | Александр Анатольевич Гуменюк      |
| 2015—2016         | Виктор Иванович Мглинец            |
| 2016 (и. о.)      | Роман Викторович Шпирнов           |
| 2016              | Сергей Юрьевич Шищенко             |
| 2017              | Олег Борисович Ратий               |
| 2017 (и. о.)      | Юрий Рудольфович Крафт             |
| 2017—2018         | Виктор Иванович Мглинец            |
| 2018—2019 (и. о.) | Виталий Викторович Куница          |
| 2019 (и. о.)      | Роман Григорьевич Нестеренко       |
| 2019              | Андрей Ярославович Мельничук       |
| 2019—2021 (и. о.) | Степан Иванович Маковийчук         |
| 2021              | Евгений Владимирович Коваленко     |
| 2021—2022 (и. о.) | Юрий Михайлович Кисилица           |
| 2022—2024         | Андрей Ярославович Мельничук       |
| 2024 (и. о.)      | Григорий Владимирович Чурилов      |
| 2024              | Валерий Сергеевич Кривенцов        |
| 2024—2025 (и. о.) | Григорий Владимирович Чурилов      |
| 2025—н. в.        | Сергей Юрьевич Шищенко             |

| Начальники команды |                                     |
| Период             | Имя                                 |
| 1968—1970          | Виктор Лукьянович Лебедев           |
| 1971—1972          | Семён Наумович Заславер             |
| 1973               | Виктор Лукьянович Лебедев           |
| 1974—1975          | Александр Георгиевич Павленко       |
| 1976               | Анатолий Фёдорович Савицкий         |
| 1977—1979          | Александр Фёдорович Омельченко      |
| 1980—1983          | Михаил Владимирович Арсений         |
| 1984               | Александр Михайлович Пронин         |
| 1985—1986          | Виктор Петрович Белошкурский        |
| 1987—1989          | Владимир Тарасович Сакалов          |
| 1990               | Ярослав Владимирович Герасимович    |
| 1991—1993          | / Владимир Дмитриевич Воронюк       |
| Президенты клуба   |                                     |
| Период             | Имя                                 |
| 1993—1998          | Василий Александрович Федорюк       |
| 1999—2000          | Константин Антонович Кучер          |
| 2000—2001          | Валерий Лазаревич Сарафинчан        |
| 2002—2003 (и. о.)  | Валерий Степанович Королянчук (В-п) |
| 2003—2005          | Иван Васильевич Дронь               |
| 2005—2007 (и. о.)  | Валерий Степанович Королянчук (В-п) |
| 2007—2010          | Василий Александрович Федорюк       |
| 2010—2012          | Василий Григорьевич Орлецкий        |
| 2012—2014          | Виталий Михайлович Михайлишин       |
| 2014               | Иван Васильевич Дронь               |
| 2014—2018          | Сергей Николаевич Гринюк            |
| 2019—2022          | Вадим Григорьевич Заяц              |
| 2022—н. в.         | Андрей Петрович Сафроняк            |

## Достижения

### СССР
Профессиональный уровень
Первая лига СССР
- 5 место: 1991

Вторая лига СССР
- Победитель: 1990

Чемпионат УССР
- Победитель (2): 1982, 1988
- Серебряный призёр (3): 1968, 1980, 1989

Кубок СССР
- 1/32 финала (2): 1988/89, 1990/91

Кубок УССР
- Четвертьфиналист (3): 1958, 1975, 1976

«Рубиновый Кубок»
- Обладатель (2): 1982 (71 гол), 1988 (85 голов)

Любительский уровень
Чемпионат Черновицкой области
- Победитель (6): 1959, 1960, 1961, 1965, 1966, 1976
- Серебряный призёр: 1982
- Бронзовый призёр (3): 1977, 1978, 1987

Кубок Черновицкой области
- Обладатель (3): 1960, 1975, 1982
- Финалист: 1968

### Украина
Профессиональный уровень
Кубок Украины
- Полуфиналист: 2024/25

Высшая лига Украины
- 6 место: 1992

Первая лига Украины
- Серебряный призёр: 1995/96

Вторая лига Украины
- Победитель (2): 1999/00, 2009/10

Кубок Второй лиги Украины
- Четвертьфиналист: 1999/00

ДЮФЛ
Чемпионат Украины U-15 (Высшая лига «І»)
- Бронзовый призёр: 2017/18

Чемпионат Украины U-17 (Первая лига)
- Победитель: 2002/03

Чемпионат Украины U-15 (Первая лига)
- Серебряный призёр (2): 2009/10, 2018/19

Чемпионат Украины U-19 (Первая лига)
- Серебряный призёр: 2024/25
- Бронзовый призёр: 2017/18

Чемпионат Украины U-17 (Высшая лига «ІІ»)
- Бронзовый призёр: 2020/21

Ветеранский уровень
Чемпионат Украины среди ветеранов (35+)
- Победитель: 2005
- Бронзовый призёр: 2009

Кубок Украины среди ветеранов (35+)
- Обладатель: 2005
- Финалист (3): 2002, 2004, 2007

Чемпионат Украины среди ветеранов (40+)
- Серебряный призёр: 2017

Чемпионат Украины среди ветеранов (45+)
- Победитель (2): 2018, 2019

Чемпионат Украины среди ветеранов (50+)
- Серебряный призёр (2): 2013, 2015
- Бронзовый призёр: 2017

## Статистика выступлений

### СССР
В 1958—1991 годах участвовали в 32 чемпионатах СССР, в 2 чемпионатах КФК, в 13 розыгрышах кубка СССР, в 6 розыгрышах кубка УССР и 1 розыгрыше кубка первой лиги СССР.
Проведённые сезоны в чемпионатах:
 D2 (класс «Б», класс «А» (вторая группа), Первая лига)
 D3 (класс «Б», класс «А» (вторая группа), Вторая лига)
 КФК (чемпионат УССР)
| Дивизион | Количество сезонов | Игры | В   | Н   | П   | РМ        | Очки |
| II       | 5                  | 186  | 74  | 47  | 65  | 230−230   | 195  |
| III      | 27                 | 1179 | 510 | 313 | 356 | 1472−1129 | 1333 |
| КФК      | 2                  | 28   | 18  | 5   | 5   | 64−29     | 41   |
| Всего    | 34                 | 1393 | 602 | 365 | 426 | 1766−1388 | 1569 |

Проведённые сезоны в кубках:
 Кубок СССР
 Кубок УССР
 *: Зональный этап
 **: Финальный этап
| Кубок  | Количество сезонов | Игры | В  | Н | П  | РМ    |
| СССР   | 13                 | 23   | 8  | 2 | 13 | 31−38 |
| УССР   | 6                  | 17   | 7  | 3 | 7  | 25−26 |
| 1 лиги | 1                  | 5    | 2  | 2 | 1  | 8−6   |
| Всего  | 20                 | 45   | 17 | 7 | 21 | 64−70 |

### Украина
С 1992 года — н. в. непрерывно принимают участие в чемпионате, также на данный момент приняли участие в 31 розыгрышах кубка Украины.
Проведённые сезоны в чемпионатах:
 D1 (Высшая лига)
 D2 (Первая лига)
 D3 (Вторая лига)
| Дивизион | Количество сезонов | Игры | В   | Н   | П   | РМ        | Очки |
| I        | 3                  | 82   | 23  | 18  | 41  | 69−99     | 64   |
| II       | 15                 | 514  | 187 | 112 | 215 | 564−615   | 673  |
| III      | 16                 | 434  | 181 | 97  | 156 | 511−489   | 640  |
| Всего    | 34                 | 1030 | 391 | 227 | 412 | 1144−1203 | 1377 |

Проведённые сезоны в кубках:
 Кубок Украины
 Кубок Второй лиги Украины
 э.: Этап или раунд
| Кубок   | Количество сезонов | Игры | В  | Н | П  | РМ    |
| Украины | 31                 | 58   | 19 | 7 | 32 | 59−86 |
| 2 лиги  | 1                  | 6    | 2  | 2 | 2  | 11−10 |
| Всего   | 32                 | 64   | 21 | 9 | 34 | 70−96 |

## Рекорды

### Командные
(при одинаковом показателе, первым выбирается — событие, которое произошло ранее)

#### СССР
Самая крупная победа:
в чемпионате
- Дома: 8:1 («Нива» (Винница), сезон 1988).
- На выезде: 6:1 («Десна» (Чернигов), сезон 1961).

в кубке
- Дома: 4:0 («Верес» (Ровно), Кубок УССР, сезон 1976).
- На выезде: 1:1 (пен. 7:6) («Даугава» (Рига), Кубок СССР, сезон 1988/89)

Самое крупное поражение:
в чемпионате
- Дома: 1:6 (СКА (Львов), сезон 1965).
- На выезде: 0:5 (СКА (Киев), сезон 1963).

в кубке
- Дома: 0:2 (СКА (Киев), Кубок СССР, сезон 1963).
- На выезде: 1:5 («Спартак» (Ивано-Франковск), Кубок УССР, сезон 1975)

Самый результативный счет:
(без учета самых крупных побед и поражений)
- Победа: 5:3 (СКА (Одесса), чемпионат, сезон 1962).
- Ничья: 4:4 («Нива» (Бережаны), чемпионат, сезон 1983).
- Поражение: 3:4 («Текстильщик» (Камышин), чемпионат, сезон 1991).

Голы и очки:

<+>
- Наибольшее количество очков в сезоне в национальном первенстве (2 очка за победу): 76 очков в 52 матчах, Чемпионат Украинской ССР, сезон 1989.
- Наибольшее количество забитых голов в сезоне в национальном первенстве: 91 гол в 54 матчах, Вторая лига СССР, сезон 1988.
- Наименьшее количество пропущенных голов в сезоне в национальном первенстве: 25 голов в 44 матчах, Чемпионат Украинской ССР, сезон 1978.

<->
- Наименьшее количество очков в сезоне в национальном первенстве (2 очка за победу): 32 очка в 40 матчах, Вторая лига СССР, сезон 1963.
- Наименьшее количество забитых голов в сезоне в национальном первенстве: 32 гола в 46 матчах, Чемпионат Украинской ССР, сезон 1972.
- Наибольшее количество пропущенных голов в сезоне в национальном первенстве: 67 голов в 40 матчах, Вторая лига СССР, сезон 1963.

#### Украина
Самая крупная победа:
в чемпионате
- Дома: 7:0 (ФК «Боярка», сезон 2005/06).
- На выезде: 6:0 («Нива» (Винница), сезон 1999/00).

в кубке
- Дома: 5:1 («Титан» (Армянск), сезон 1997/98).
- На выезде: 4:1 («Энергия» (Новая Каховка), сезон 2019/20).

Самое крупное поражение:
в чемпионате
- Дома: 0:5 («Динамо» (Киев), сезон 1992/93).
- На выезде: 0:7 (ФК «Красилов», сезон 2001/02).

в кубке
- Дома: 0:4 («Черноморец» (Одесса), сезон 2014/15).
- На выезде: 0:5 («Днепр-1» (Днепр), сезон 2017/18).

Самый результативный счет:
(без учета самых крупных побед и поражений)
- Победа: 5:4 («Верес» (Ровно), чемпионат, сезон 2019/20).
- Ничья: 3:3 (ЦСКА-2 (Киев), чемпионат, сезон 1998/99).
- Поражение: 3:5 («Нива» (Тернополь), чемпионат, сезон 2014/15).

Голы и очки:

<+>
- Наибольшее количество очков в сезоне в национальном первенстве (3 очка за победу): 95 очков в 42 матчах, Первая лига Украины, сезон 1995/96.
- Наибольшее количество забитых голов в сезоне в национальном первенстве: 83 гола в 42 матчах, Первая лига Украины, сезон 1995/96.
- Наименьшее количество пропущенных голов в сезоне в национальном первенстве: 12 голов в 20 матчах, Вторая лига Украины, сезон 2009/10.

<->
- Наименьшее количество очков в сезоне в национальном первенстве (3 очка за победу): 15 очков в 30 матчах, Первая лига Украины, сезон 2014/15
- Наименьшее количество забитых голов в сезоне в национальном первенстве: 17 голов в 18 матчах, Высшая лига Украины, сезон 1992.
- Наибольшее количество пропущенных голов в сезоне в национальном первенстве: 68 голов в 38 матчах, Первая лига Украины, сезон 1998/99.

### Личные

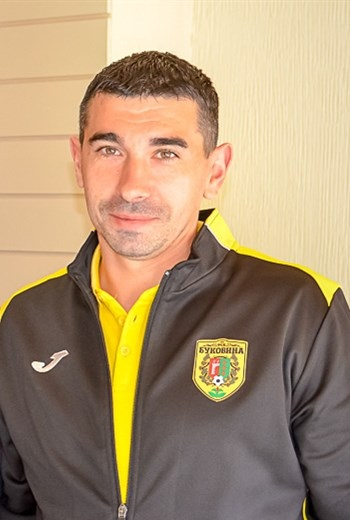
Олег Керчу — Рекордсмен черновицкой команды по количеству сыгранных поединков в украинский период.

#### Рекорды игроков
Украинский период
- В чемпионатах Украины больше всего игр провёл — Олег Керчу (304).
  - Больше всего игр в Высшей лиге Украины провёл — Борис Финкель (78).
  - Больше всего игр в Первой лиге Украины провёл — Дмитрий Белоус (168).
  - Больше всего игр во Второй лиге Украины провёл — Олег Керчу (202).
- В кубковых турнирах Украины[75] больше всего игр провёл — Владимир Павлов (18).
- В розыгрышах Кубка Украины больше всего игр провёл — Степан Маковийчук (14).
- Лучший бомбардир в чемпионатах Украины — Василий Палагнюк (66 голов).
  - Больше всего голов в Высшей лиге Украины забил — Борис Финкель (21).
  - Больше всего голов в Первой лиге Украины забил — Дмитрий Белоус, Руслан Гунчак и Василий Палагнюк (35).
  - Больше всего голов во Второй лиге Украины забил — Александр Семенюк (34).
- Лучший бомбардир в кубковых турнирах Украины[75] — Николай Головачук (5 голов).
- Лучший бомбардир в розыгрышах Кубка Украины — Дмитрий Белоус, Руслан Гунчак, Игорь Крашневский и Богдан Бойчук (3 гола).

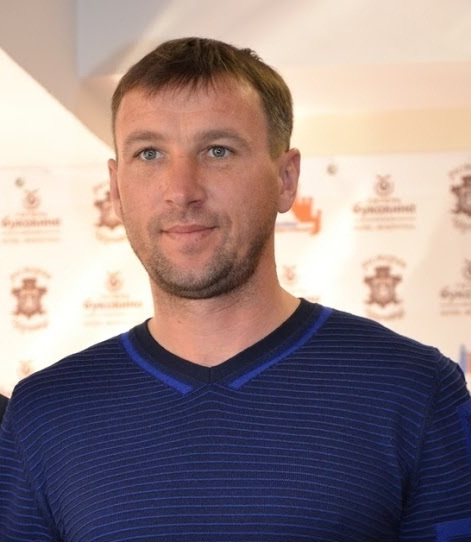
Руслан Гунчак — Лучший футболист Первой лиги Украины сезона 2010/11.

| # | Имя             | ВЛ | 1Л  | ПТ | 2Л  | КУ | К2 | Всего |
| - | --------------- | -- | --- | -- | --- | -- | -- | ----- |
| 1 | Олег Керчу      | —  | 102 | —  | 202 | 10 | —  | 314   |
| 2 | Дмитрий Белоус  | 32 | 168 | 2  | 52  | 11 | —  | 265   |
| 3 | Владимир Павлов | 43 | 163 | 2  | 28  | 12 | 6  | 254   |
| 4 | Сергей Гамаль   | 10 | 133 | 2  | 91  | 10 | 6  | 252   |
| 5 | Роман Шпирнов   | 46 | 151 | 2  | 24  | 10 | 5  | 238   |

| # | Имя               | ВЛ | 1Л | ПТ | 2Л | КУ | Всего |
| - | ----------------- | -- | -- | -- | -- | -- | ----- |
| 1 | Василий Палагнюк  | —  | 35 | —  | 31 | 2  | 68    |
| 2 | Борис Финкель     | 21 | 33 | —  | —  | 2  | 56    |
| 3 | Дмитрий Белоус    | 1  | 35 | 1  | 13 | 3  | 53    |
| 4 | Руслан Гунчак     | —  | 35 | —  | 8  | 3  | 46    |
| 5 | Александр Семенюк | —  | 10 | —  | 34 | 1  | 45    |

#### Лучшие бомбардиры сезона

##### СССР
- Владимир Сакалов — Лучший бомбардир чемпионата УССР 1978 (19 мячей)
- Виктор Олейник — Лучший бомбардир чемпионата УССР 1987 (30 мячей)

##### Украина
- Владислав Коробкин — Лучший бомбардир Второй лиги Украины 2009/10 (14 мячей)
- Руслан Гунчак — Лучший бомбардир Первой лиги Украины 2010/11 (20 мячей)
- Василий Палагнюк — Лучший бомбардир Первой лиги Украины 2023/24 (14 мячей)

#### Вратари-рекордсмены
(здесь указанные игроки, проведшие более одного сезона, преодолев при этом отметку в 50 игр)
| #  | Имя               | Матчей | Период                                |
| -- | ----------------- | ------ | ------------------------------------- |
| 1  | Владимир Никитин  | 335    | 1972, 1974, 1976—1981, 1983—1987      |
| 2  | Чоба Кахлик       | 270    | 1965—1967, 1968—1972                  |
| 3  | Александр Пронин  | 170+   | 1965—1972, 1973, 1975—1977            |
| 4  | Павел Сиротин     | 173    | 1995—1996, 2000, 2003—2004, 2007—2008 |
| 5  | Василий Раковица  | 150    | 1997—1999, 2001—2006, 2008            |
| 6  | Юрий Мелашенко    | 113    | 1995—1999                             |
| 7  | Василий Мудрей    | 105    | 1979—1985                             |
| 8  | Николай Чеботарь  | 95     | 1987—1988                             |
| 9  | Владимир Цыткин   | 82     | 1990—1991, 1992                       |
| 10 | Николай Чепурский | 71     | 1962—1963, 1967                       |
| 11 | Игорь Крапивкин   | 68     | 1991, 1992—1993, 2000—2001            |
| 12 | Богдан Когут      | 64     | 2012—2013, 2015                       |
| 13 | Иван Пономаренко  | 62     | 2021, 2023—2025                       |

#### Первые гвардейцы
(Первые юбилейные матчи игроков: здесь указаны игроки, которые первыми установили рекордные показатели по количеству проведенных матчей)

| Матчей | Игрок           | Период     |
| ------ | --------------- | ---------- |
| 100    | Мурат Цереков   | Весна 1963 |
| 200    | Виктор Осадчук  | Осень 1965 |
| 300    | Валерий Семёнов | Осень 1970 |
| 400    | Валерий Семёнов | Осень 1973 |
| 500    | Юрий Гий        | Лето 1995  |

| Матчей | Игрок           | Период           |
| ------ | --------------- | ---------------- |
| 100    | Борис Финкель   | 29 сентября 1995 |
| 200    | Владимир Павлов | 18 сентября 1999 |
| 300    | Олег Керчу      | 8 апреля 2017    |

#### Лучшие бомбардиры команды

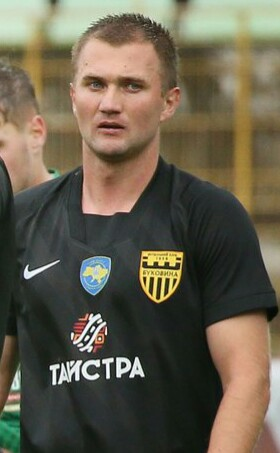
Василий Палагнюк — Лучший бомбардир клуба в украинский период.

Более подробно: см. здесь

##### В период СССР
- Наибольшее количество голов в одном сезоне: 30 — Виктор Олейник, сезон 1987

| #   | Имя                 | Раз | Период —                                   |
| --- | ------------------- | --- | ------------------------------------------ |
| I   | Виктор Олейник      | (4) | 1983 — 23, 1984 — 12, 1987 — 30, 1988 — 24 |
| I   | Владимир Воронюк    | (4) | 1967 — 16, 1968 — 20, 1969 — 7, 1973 — 14  |
| II  | Сергей Шмундяк      | (3) | 1979 — 13, 1981 — 11, 1982 — 23            |
| II  | Виктор Мглинец      | (3) | 1985 — 20, 1990 — 13, 1991 — 11            |
| III | Владимир Сакалов    | (2) | 1978 — 19, 1980 — 16                       |
| III | Леонид Игнатенко    | (2) | 1961 — 21, 1962 — 12                       |
| III | Владимир Мельник    | (2) | 1972 — 11, 1976 — 11                       |
| III | Иван Пынзарь        | (2) | 1963 — 10, 1964 — 11                       |
| III | Виктор Росс         | (2) | 1969 — 7, 1971 — 12                        |
| IV  | Анатолий Сойко      | (1) | 1960 — 22                                  |
| IV  | Владимир Ольшевский | (1) | 1965 — 18                                  |
| IV  | Валерий Королянчук  | (1) | 1989 — 18                                  |
| IV  | Виктор Шмеленко     | (1) | 1966 — 17                                  |
| IV  | Янош Габовда        | (1) | 1974 — 14                                  |
| IV  | Владимир Поляков    | (1) | 1970 — 10                                  |
| IV  | Евгений Михайлюк    | (1) | 1977 — 10                                  |
| IV  | Григорий Батич      | (1) | 1986 — 9                                   |
| IV  | Иван Качур          | (1) | 1975 — 7                                   |

##### В украинский период
- Наибольшее количество голов в одном сезоне: 21 — Руслан Гунчак, сезон 2010/11

| #   | Имя                 | Раз | Период —                                                                                                  |
| --- | ------------------- | --- | --- |
| I   | Василий Палагнюк    | (8) | 2013/14 — 8, 2014/15 — 5, 2015/16 — 4, 2019/20 — 7, 2020/21 — 11, 2021/22 — 11, 2022/23 — 8, 2023/24 — 14 |
| II  | Борис Финкель       | (3) | 1992/93 — 8, 1993/94 — 13, 1995/96 — 20                                                                   |
| II  | Дмитрий Белоус      | (3) | 1994/95 — 10, 1996/97 — 12, 1997/98 — 10                                                                  |
| III | Руслан Гунчак       | (2) | 2010/11 — 21, 2011/12 — 12                                                                                |
| III | Александр Семенюк   | (2) | 2005/06 — 17, 2006/07 — 8                                                                                 |
| III | Максим Илюк         | (2) | 2007/08 — 11, 2008/09 — 7                                                                                 |
| III | Степан Маковийчук   | (2) | 2007/08 — 11, 2015/16 — 4                                                                                 |
| III | Антон Батрак        | (2) | 2015/16 — 4, 2018/19 — 4                                                                                  |
| IV  | Юрий Сулименко      | (1) | 2001/02 — 19                                                                                              |
| IV  | Руслан Платон       | (1) | 2012/13 — 16                                                                                              |
| IV  | Владислав Коробкин  | (1) | 2009/10 — 15                                                                                              |
| IV  | Виктор Мглинец      | (1) | 1999/00 — 11                                                                                              |
| IV  | Эльдар Ибрагимов    | (1) | 1999/00 — 11                                                                                              |
| IV  | Николай Головачук   | (1) | 1997/98 — 10                                                                                              |
| IV  | Роман Шпирнов       | (1) | 1998/99 — 6                                                                                               |
| IV  | Роман Михайлюк      | (1) | 2004/05 — 6                                                                                               |
| IV  | Евгений Немтинов    | (1) | 2017/18 — 6                                                                                               |
| IV  | Богдан Бойчук       | (1) | 2024/25 — 5                                                                                               |
| IV  | Виталий Минтенко    | (1) | 1992 — 4                                                                                                  |
| IV  | Василий Задорожняк  | (1) | 1992 — 4                                                                                                  |
| IV  | Сергей Гамаль       | (1) | 2000/01 — 4                                                                                               |
| IV  | Валерий Королянчук  | (1) | 2002/03 — 4                                                                                               |
| IV  | Александр Омельянов | (1) | 2003/04 — 4                                                                                               |
| IV  | Юрий Перин          | (1) | 2015/16 — 4                                                                                               |
| IV  | Роланд Билала       | (1) | 2015/16 — 4                                                                                               |
| IV  | Дмитрий Скоблов     | (1) | 2016/17 — 4                                                                                               |

## Структура клуба

### ДЮСШ «Буковина»

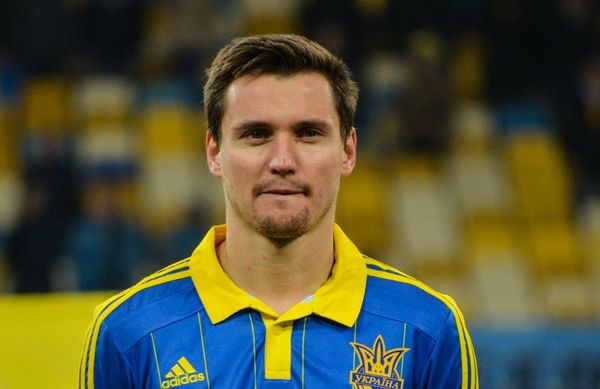
Денис Олейник — один из лучших воспитанников современности

В структуру клуба входит Спортивная детско-юношеская школа, которая выступает в Детско-юношеской футбольной лиге Украины в пяти возрастных категориях (сезон 2023/24). Также в школе происходит обучение детей от 5 до 18 лет, а тренерским процессом управляют множество тренеров-преподавателей.

#### Общие сведения
| Директор - Юрий Рудольфович Крафт Инфраструктура - ст. «Мальва» - ст. «Буковина» - ФОК «Олимпия» - ст. «Хет-трик Арена» | Главные тренеры - Высшая лига U-14 — Андрей Гордей - Высшая лига U-15 — Юрий Шелепницкий - Высшая лига U-16 — Юрий Крафт - Высшая лига U-17 — Виталий Куница - Первая лига U-19 — Олег Керчу |

Тренерский корпус
| - Николай Головачук - Михаил Мельник - Сергей Гамаль - Александр Куцак | - Дмитрий Гордей - Владимир Воронюк - Андрей Телегей - Андрей Лахнюк | - Николай Гафийчук - Сергей Ильин - Роман Гамаль - Александр Бужак |

### «Буковина-2»
Основная статья: Буковина-2
В структуру клуба входит молодёжная команда «Буковина-2». Она периодически выступает в чемпионате Черновицкой области. В сезоне 2001 и 2013 команда выступала в любительской лиге, где занимала последние места на групповом этапе. С сезона 2025/26 выступает во Второй лиге Украины.

#### Статистика выступлений
| Сезон | Лига | Лига                                                 | Лига  | Лига | Лига | Лига | Лига | Лига | Лига | Лига |
| Сезон | У    | Дивизион                                             | Место | И    | В    | Н    | П    | МЗ   | МП   | О    |
| ----- | ---- | ---------------------------------------------------- | ----- | ---- | ---- | ---- | ---- | ---- | ---- | ---- |
| 2001  | IV   | Любительский чемпионат Украины Первый этап, группа 1 | 4     | 6    | 1    | 1    | 4    | 6    | 14   | 4    |
| 2013  | IV   | Любительский чемпионат Украины Первый этап, группа 1 | 6     | 10   | 2    | 1    | 7    | 7    | 15   | 7    |

### «Лада» (Черновцы)
Основная статья: Лада (Черновцы)
В структуру клуба неофициально входил футбольный клуб «Лада», который был создан на рубеже 80-х — 90-х годов XX века и представлял предприятие «Лада Автосервис». Клуб практически стал фарм-клубом черновицкой «Буковины». Долгое время был регулярным участником любительских соревнований, как областных так и всеукраинских. В сезоне 1994/95 получил профессиональный статус и выступал в Третьей лиге Украины, также неоднократно принимал участие в кубке Украины. В 1995 году команда была расформирована.

## Товарищеские поединки

### Международные матчи
| №  | Дата            | Место проведения           | Оппонент           | Счёт |
| 1  | 1966            | Черновцы, ст. «Буковина»   | Сборная Нигерии    | ?    |
| 2  | 1966            | Черновцы, ст. «Буковина»   | Сборная Непала     | ?    |
| 3  | 9 октября 1966  |                            | Сборная Сенегала   | 2:2  |
| 4  | 1983            | Черновцы, ст. «Буковина»   | Сборная Камбоджи   | 11:0 |
| 5  | 30 июля 1989    | Черновцы, ст. «Буковина»   | Ипсвич Таун        | 1:1  |
| 6  | 1991            | Нью-Йорк                   | Сборная Гаити      | ?    |
| 7  | 1992            | Хасково                    | Хасково            | ?    |
| 8  | 1993            | Алеппо, ст. Аль-Хамаданийя | Аль-Иттихад        | ?    |
| 9  | 9 июля 2006     | Черновцы, ст. «Буковина»   | Локомотив (Бельцы) | 5:1  |
| 10 | март 2008       | Бургасская область         | Несебыр            | 2:0  |
| 11 | март 2008       | Бургасская область         | Атлетик (Бургас)   | 4:1  |
| 12 | июль 2010       | Черновцы, ст. «Буковина»   | Зимбру (Кишинёв)   | 3:2  |
| 13 | 18 июля 2015    | Бельцы, Городской стадион  | Заря (Бельцы)      | 0:2  |
| 14 | 17 февраля 2018 | Кишинёв, ст. «Зимбру»      | Зимбру (Кишинёв)   | 0:2  |

### Некоторые памятные матчи
| №  | Дата             | Место проведения         | Оппонент               | Счёт |
| 1  | август 1960      | Черновцы, ст. «Авангард» | Динамо (Киев)          | 3:3  |
| 2  | 8 октября 1963   | Черновцы, ст. «Авангард» | Динамо (Киев)          | 0:2  |
| 3  | 1 августа 1965   | Черновцы, ст. «Буковина» | Динамо (Киев)          | 1:2  |
| 4  | 22 сентября 1965 | Черновцы, ст. «Буковина» | Динамо (Москва)        | 0:2  |
| 5  | 23 мая 1968      | Черновцы, ст. «Буковина» | Динамо (Киев)          | 0:1  |
| 6  | 23 июля 1969     | Черновцы, ст. «Буковина» | Динамо (Киев)          | 2:1  |
| 7  | 15 сентября 1971 | Черновцы, ст. «Буковина» | Динамо (Киев)          | 0:2  |
| 8  | 11 сентября 1984 | Черновцы, ст. «Буковина» | Динамо (Киев)          | 0:0  |
| 9  | 12 апреля 1986   | Черновцы, ст. «Буковина» | Днепр (Днепропетровск) | 0:0  |
| 10 | 22 апреля 1990   | Черновцы, ст. «Буковина» | Динамо (Москва)        | 2:2  |
| 11 | 31 мая 1990      | Черновцы, ст. «Буковина» | ЦСКА (Москва)          | 0:3  |

## Известные игроки и тренеры
Полный список игроков клуба «Буковина» Черновцы, о которых есть статьи в Википедии, находится здесь

Полный список тренеров клуба «Буковина» Черновцы, о которых есть статьи в Википедии, находится здесь

| - / Ефим Школьников (гл. тренер) - / Абрам Лерман (гл. тренер) - / Борис Рассихин (гл. тренер) - / Юрий Гий (игрок и гл. тренер) - / Александр Павленко (игрок и гл. тренер) - / Виктор Мглинец (игрок и гл. тренер) - / Юрий Шелепницкий (игрок и гл. тренер) - / Виктор Олейник (игрок и тренер) - / Виктор Матвиенко (гл. тренер) - / Михаил Михалина (гл. тренер) - / Анатолий Сучков (гл. тренер) - / Виктор Каневский (гл. тренер) - / Фёдор Медвидь (гл. тренер) - / Борис Финкель - / Виктор Осадчук - / Янош Габовда - / Денис Филимонов - / Александр Бойко - / Анатолий Азаренков - / Григорий Батич - / Виталий Минтенко - / Виктор Пасулько - / Владимир Воронюк (игрок и тренер) - / Сергей Шмундяк - / Виктор Хлус - / Александр Томах | - / Фёдор Чорба - / Владимир Коман - / Сергей Процюк - / Валерий Богуславский (игрок и гл. тренер) - / Богдан Самардак (игрок и тренер) - / Роман Угренчук - / Владимир Сакалов - / Виктор Ряшко - / Олег Кучер - / Дмитрий Белоус - / Валерий Королянчук - Иосиф Лифшиц (гл. тренер) - Сергей Шищенко (гл. тренер) - Олег Ратий (гл. тренер) - Вадим Заяц (игрок и гл. тренер) - Руслан Гунчак (игрок и тренер) - Василий Палагнюк - Олег Керчу (игрок и тренер) - Руслан Платон - Игорь Чайковский - Андрей Донец - Павел Иванов - Вадим Мельник - Степан Маковийчук (игрок и тренер) - Богдан Когут - Михаил Сергийчук |